# Brugge
Brugge (tiếng Pháp: Bruges, tiếng Đức: Brügge) là thành phố lớn nhất, thủ phủ của tỉnh Tây Vlaanderen, Vương quốc Bỉ. Thành phố này tọa lạc về phía tây bắc Bỉ. Vùng đô thị giáp (ngược chiều kim đồng hồ, bắt đầu từ biển) đô thị Blankenberge, các xã Zuienkerke, Jabbeke, Zedelgem, Oostkamp, Beernem, đô thị Damme, và xã Knokke-Heist.
Trung tâm lịch sử của thành phố là một di sản thế giới UNESCO. Khu vực có diện tích 430 ha. Thành phố có diện tích 13.840 hecta, gồm 1.075 hecta bờ biển tại Zeebrugge. Thành phố có tổng dân số 117.073 người (thời điểm ngày 1 tháng 1 năm 2008), trong đó có 20.000 người sống ở khu vực trung tâm lịch sử. Vùng đô thị có diện tích 616 km² với tổng dân số 255.844 người tại thời điểm ngày 1 tháng 1 năm 2008.
Cùng với các thành phố phía bắc nằm dọc kênh đào khác như Amsterdam, thành phố này đôi khi được mệnh danh là "Venezia phương Bắc".

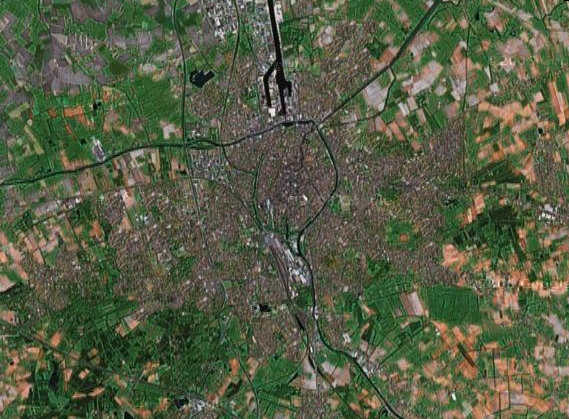
Hình ảnh vệ tinh của Brugge.

Brugge có hải cảng tại Zeebrugge.

## Tên

### Từ nguyên
Những nguồn khảo chứng sớm nhất nhắc đến thành phố này bằng các tên Bruggas, Brvggas, Brvccia vào năm 840–875, rồi bằng các tên Bruciam, Bruociam (năm 892), Brutgis uico (vào cuối thế kỷ 9), in portu Bruggensi (khoảng chừng năm 1010), Bruggis (năm 1012), Bricge (năm 1037), Brugensis (năm 1046), Brycge (năm 1049–1052), Brugias (năm 1072), Bruges (năm 1080–1085), Bruggas (khoảng chừng năm 1084), Brugis (năm 1089), Brugge (năm 1116).
Nguồn gốc của tên này không rõ lắm. Chắc chắn tên này đến từ từ "cầu" trong tiếng Hà Lan cổ: brugga. Trong tiếng Hà Lan trung đại thì từ này trở thành brucge, brugge, tiếng Hà Lan hiện đại là brug. Dạng brugghe có vẻ là dạng tiếng Hà Lan miền nam. Gốc của từ này là từ tiếng German nguyên thủy *brugjō-.
Cũng có thể tên này là dạng sai lạc của tên trong một ngôn ngữ Celt của sông Reie. Tên Reie này có gốc từ từ tiếng Celt Rogia, có nghĩa là "Nước Thánh". Sau đó tên Rogia hoặc Ruggia bị sai lạc thành Bruggia, rốt cuộc trở thành tên của thành phố.
Có lẽ vào những thế kỷ sau, tên này bị từ tiếng Bắc Âu cổ bryggja (nghĩa là "bến, vũng tàu") ảnh hưởng. Kể từ đầu thế kỷ 9 vùng thành phố Brugge có nhiều liên hệ với Bắc Âu qua kinh doanh và qua những người Viking xâm lấn nhiều lần.

### Tên khác
Thành phố Brugge cũng có tên hiệu "Venezia của phương Bắc", vì có nhiều kênh và cầu. Tên hiệu khác là "thành phố của Breydel" (Breydelstad) theo họ của Jan Breydel là anh hùng dân gian từ thế kỷ 14.
Tên nhạo của những người Brugge là "kẻ điên (của Brugge)" ((Brugse) zotten). Theo dã sử thì hoàng đế Maximilian I cấm thành phố tổ chức hội chợ và sự kiện khác, vì nhân dân thành phố đã giam cầm hoàng đế khi nổi loạn. Hy vọng làm cho hoàng đế bớt giận nên thành phố tổ chức hội liên hoan lớn dành cho hoàng đế rồi xin phép lại tổ chức hội chợ, nhập thuế... và xây dựng nhà thương điên. Hoàng đế trả lời: "Chỉ cần đóng tất cả các cổng của thành phố rồi có nhà thương điên rồi!"

## Lịch sử

### Khởi thủy
Vào thời tiền sử ở chỗ bây giờ có thành phố Brugge đã có khu định cư trên bờ biển, nhưng khu định cư này không có liên hệ nào với thành phố phát triển ở chỗ đó vào thời Trung cổ.
Lúc đầu tiên có thành trì được xây dựng trong vùng Brugge là sau khi Julius Caesar đánh bại bộ lạc Menapii xong, vào thể kỷ 1 trước công nguyên, nhằm bảo vệ vùng duyên hải khỏi tặc hải. Vào khoảng chừng thế kỷ 4 thì dân tộc Frank giành lấy cả vùng từ tay người Gallia-La Mã. Cả vùng này trở thành Pagus Flandrensis hoặc "xứ Vlaanderen". Vào thế kỷ 9 khi người Viking xâm lấn vào vùng đó thì Bá tước Bouwedewijn I của xứ Vlaanderen phải củng cố thành trì La Mã.

### Thời đại huy hoàng (thế kỷ 12 đến 15)

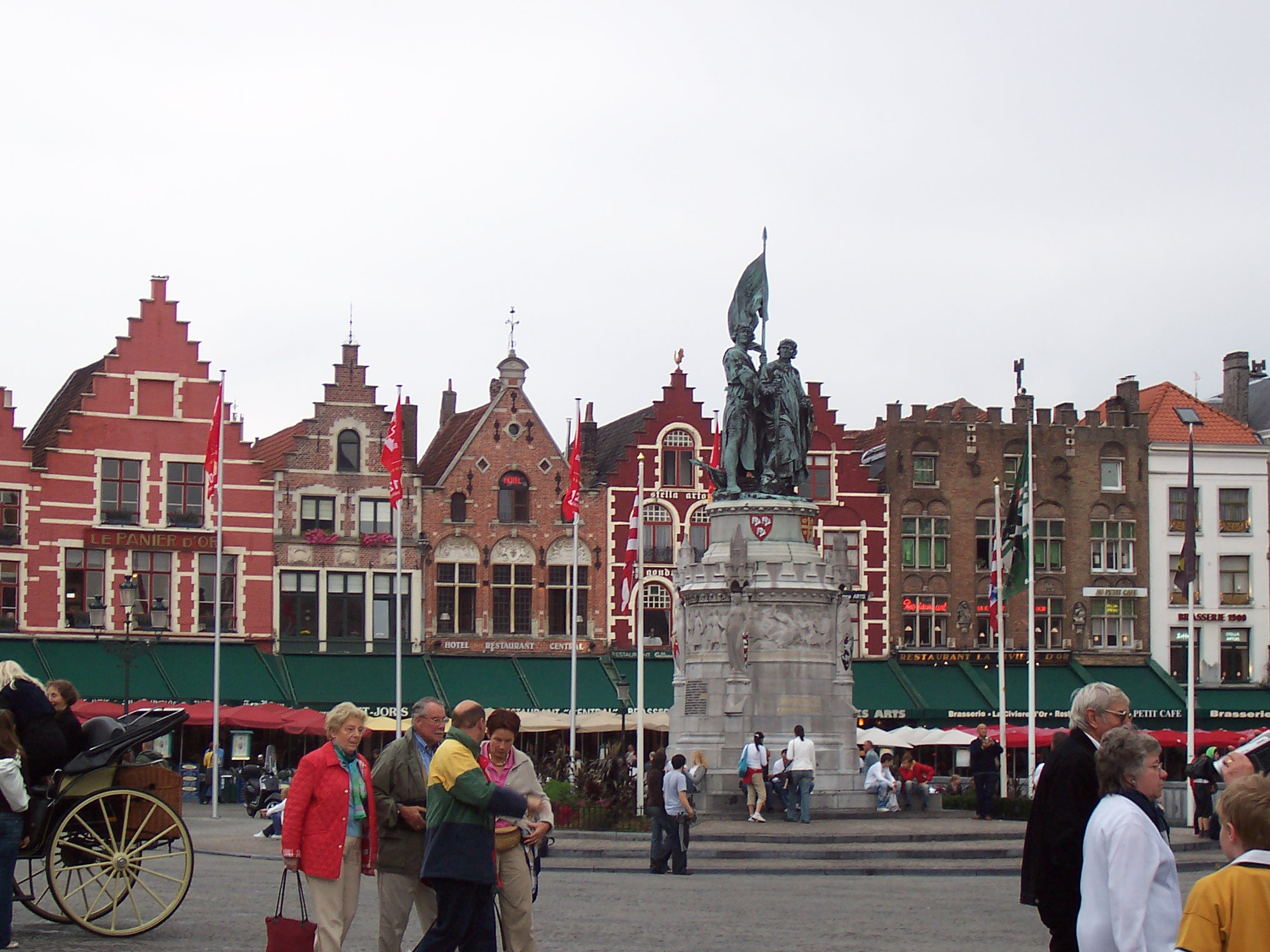
Quảng trường Markt ("Chợ") ở thành phố Brugge

Brugge trở thành thành phố quan trọng nhờ vịnh, là vịnh nhỏ nhưng có tầm quan trọng cao đối với kinh doanh địa phương. Vì vậy nên vịnh này có tên hiệu "Rãnh Vàng" (Gouden Geul). Vào ngày 27 tháng 7 năm 1128, Brugge nhận được "đặc quyền thành phố", nên rồi người Brugge xây thành và kênh mới. Kể từ giữa thế kỷ 11 thì sự lắng bùn trong vịnh đã cho thành phố mất lối đi biển, nhưng vào năm 1134 một cơn bão bỏ ra bùn đó và thành phố lại có lối đi biển qua kênh nước tự nhiên tên là Zwin. Kênh này đến tới thành phố Damme, nên Damme trở thành "tiền đồn" kinh doanh của thành phố Brugge.

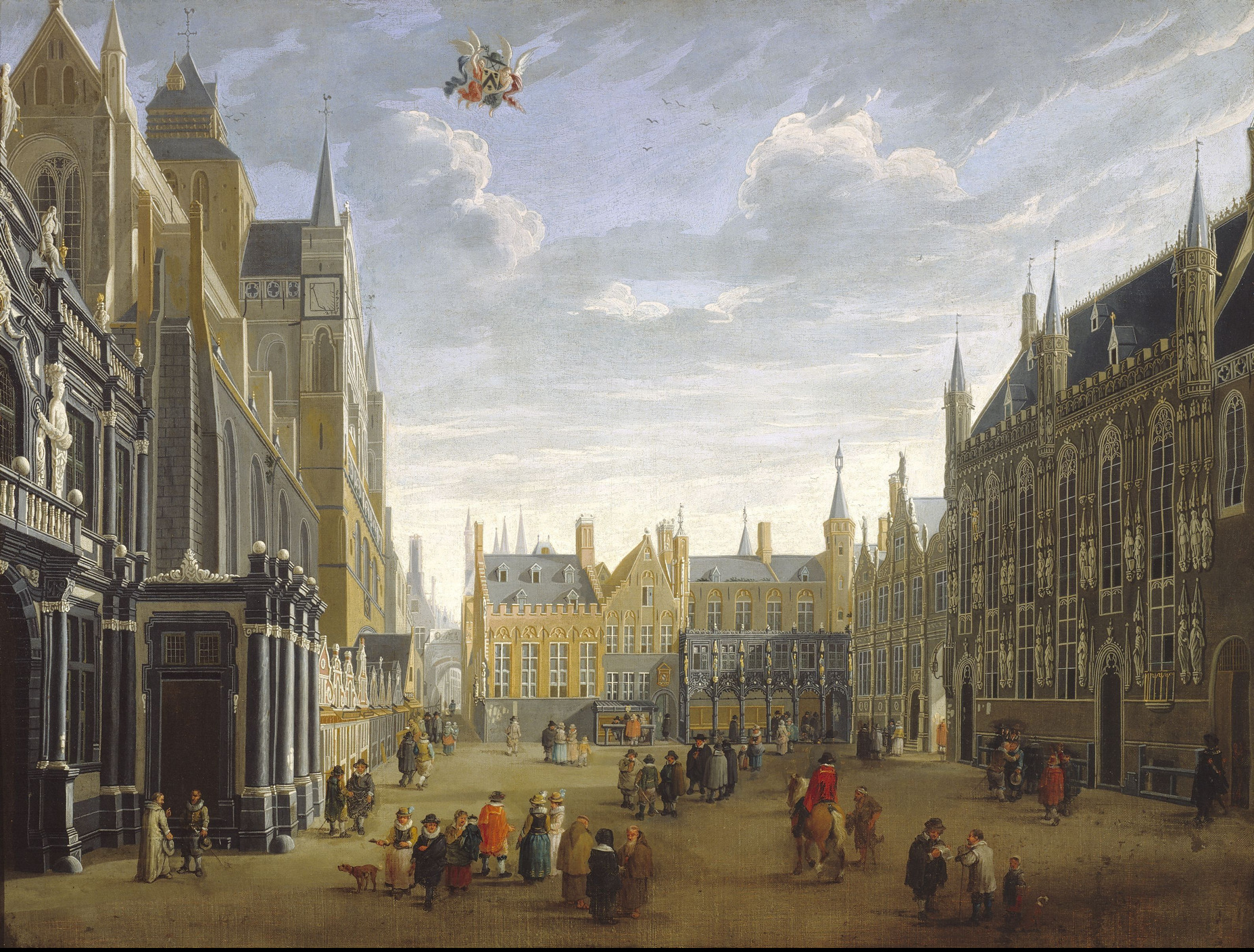
"Quảng trường Burg tại Brugge" do Jan Baptist van Meunincxhove hội họa giữa năm 1691 và 1700

Brugge toạ lạc ở địa điểm chiến lược, ở chỗ những tuyến giao thương của Liên minh Hanse ở phía bắc và những tuyến giao thương từ phía nam gặp nhau. Vào thế kỷ 12 thành phố hồi sinh, và nhờ sự bảo vệ của Bá tước xứ Vlaanderen thì thị trường len, ngành dệt len và thị trường vải phát triển tốt. Thành phố nhập khẩu nhiều len từ Anh cho ngành dệt len ở thành phố. Vì kinh doanh với nhiều thành phố khác nên cần mở rộng cảng đến tới làng (sau đó là thành phố) Sluis. Từ năm 1277 có tàu buôn từ Genova đến Brugge kinh doanh, nên Brugge cũng kinh doanh với những thành phố Địa Trung Hải qua những thương gia Genova ấy.
Thỉnh thoảng cũng có nổi loạn trong thành phố. Bình thường lực lượng của thành phố sẽ đàn áp những cuộc nổi loạn đó. Tuy nhiên, vào năm 1302 sau vụ "Kinh mai Brugge" (Brugse metten), khi quân đồn trú Pháp ở thành phố bị dân quân Vlaanderen tàn sát vào ngày 18 tháng 5 năm 1302, thì dân gian chung tay với Bá tước xứ Vlaanderen nổi loạn chống lại vua Pháp. Vào ngày 11 tháng 7 cùng năm quân Vlaanderen đánh thắng quân Pháp gần Kortrijk tại "Trận của các đinh thúc ngựa bằng vàng" (Guldensporenslag). Tuy nhiên vào năm 1304 quân Vlaanderen bị quân Pháp đánh tại trận Mons-en-Pévèle.
Ngay trước Chiến tranh Trăm Năm vua Anh cấm xuất khẩu len đến Pháp, nên kinh tế Brugge (lúc đó thuộc Pháp) suy giảm. Tuy nhiên, vì nền kinh tế của các thành phố lớn ở xứ Vlaanderen rất tựa vào len từ Anh nên Vlaanderen định liên minh với Anh. Như vậy thì việc nhập khẩu len từ Anh sang Brugge lại tiếp tục.
Vào thế kỷ 15, Brugge thuộc nhà Bourgogne (vốn là triều đại công tước xứ Bourgogne, nhưng sau đó dòng họ này thừa hưởng nhiều tước vị và đất khác, gồm tước vị bá tước xứ Vlaanderen), còn Philippe III công tước Bourgogne chuyển triều đình công tước sang Brugge, Brussel và Lille. Điều này thu hút nhiều người chủ ngân hàng, nghệ sĩ... đến từ cả châu Âu sang Brugge. Những thợ dệt Brugge lúc đó được coi là thợ dệt giỏi nhất trên thế giới. Đó là thời đại trường phái hội họa "nguyên thủy" của Vlaanderen trở nên nổi tiếng trên cả thế giới nhờ kỹ thuật vẽ tranh sơn dầu. Vào năm 1400 dân số thành phố hơn 125 000 người, có lẽ đến 200 000.

### Suy giảm sau năm 1500

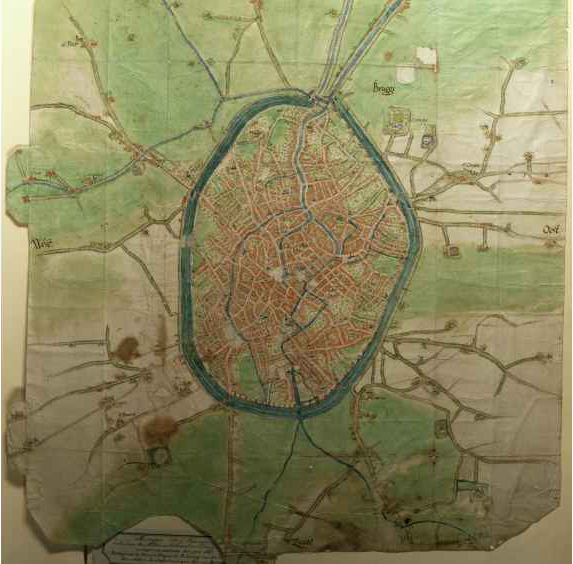
Bản đồ thành phố Brugge do Jacob van Deventer làm khoảng chừng năm 1558

Khoảng chừng từ năm 1500, rãnh Zwin bị lắng bùn, nên những tàu buôn khó có thể đến tới thành phố; thời đại huy hoàng chấm dứt. Thành phố Brugge bị Antwerpen vượt trở thành trung tâm kinh tế của "Vùng đất thấp" (bây giờ là Bỉ, Hà Lan, bắc Pháp). Vào thế kỷ 17, ngành sản xuất ren phát triển, nên thành phố hồi sinh chút. Cảng được làm mới, một lối đi biển mới được xây dựng, nhưng Antwerpen vẫn vượt Brugge. Vào năm 1900 dân số Brugge giảm đến 50 000 người.

### Hồi sinh sau thế kỷ 19

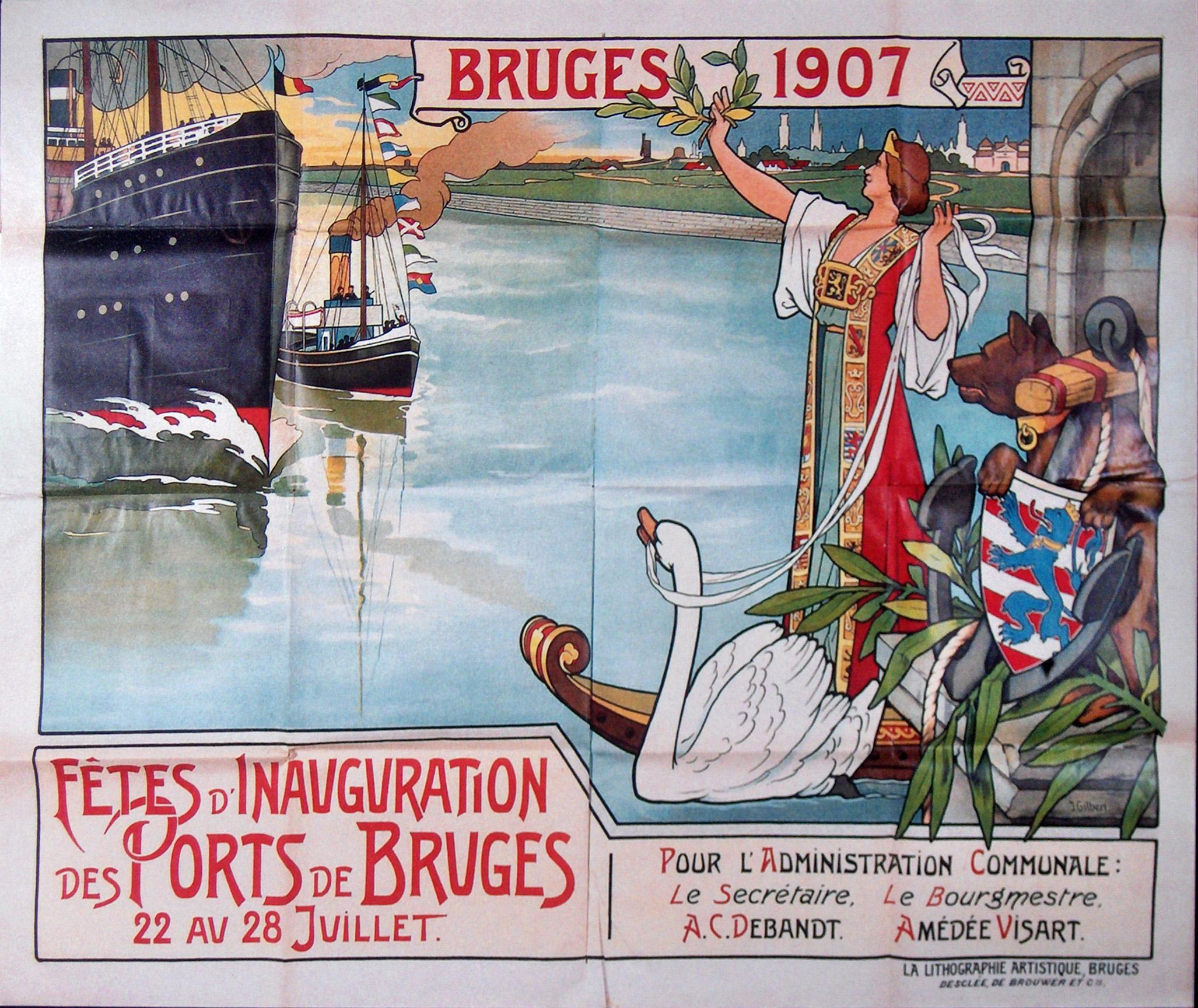
Tranh quảng cáo lễ khánh thành cảng biển mới của Brugge năm 1907

Ở phần cuối thế kỷ 19, Brugge trở thành địa điểm du lịch số một, thu thút nhiều khách du lịch giàu có từ Anh Quốc và Pháp.
Cảng Zeebrugge được xây vào năm 1907. Vào thập niên 1970 và đầu thập niên 1980 cảng này được mở rộng nhiều, để nó trở thành một trong những cảng quan trọng và hiện đại nhất ở châu Âu.
Sau năm 1965, những toà nhà Trung cổ của thành phố được phục chế, và những toà định cư, kinh doanh, lịch sử và nhà thờ gây nhiều hoạt động du lịch và kinh tế trong trung tâm thành phố. Du lịch quốc tế đến từ Brugge phát triển mạnh mẽ, và năm 2002 Brugge được định danh là một "Thủ đô Văn hoá châu Âu". Thành phố này thu hút khoảng chừng 2 triệu khách du lịch hàng năm.

## Địa lý

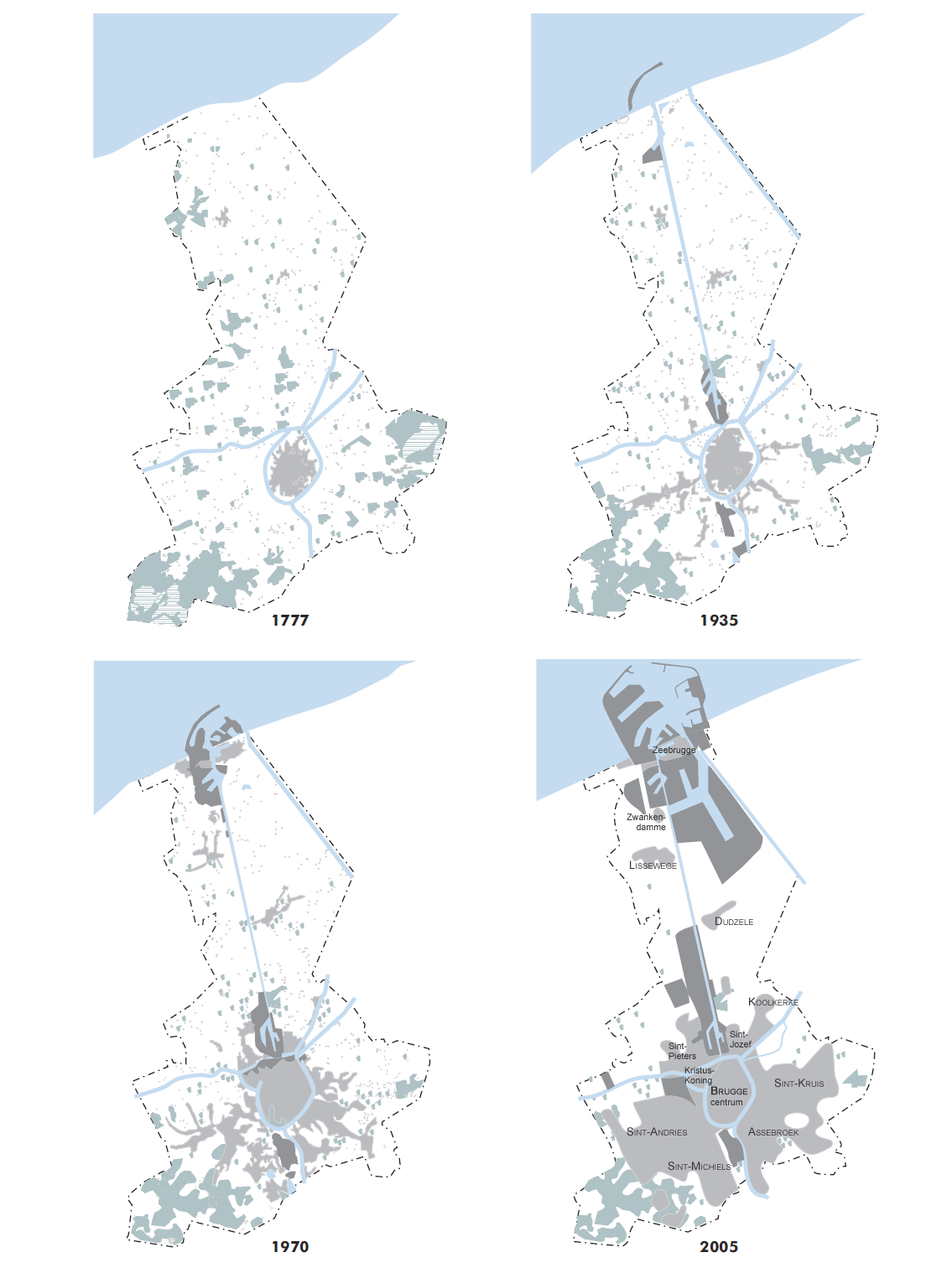
Sự phát triển của sự sử dụng đất trong những biên giới hiện tại của đô thị Brugge.

Trung tâm thành phố Brugge cách Biển Bắc khoảng chừng 15 km. Phần lớn của lãnh thổ Brugge thuộc vùng đất cát.
Đô thị có tám quận/huyện (deelgemeente). Trong số đó, sáu quận (Brugge, Sint-Andries, Sint-Michiels, Assebroek, Sint-Kruis, Koolkerke) có tính đô thị hoá còn hai quận (Dudzele, Lissewege) có tính nông thôn hoặc cảng. Nội thành – là trung tâm lịch sử bên trong thành – có mật độ dân số cao nhất, cũng như những khu phố xung quanh nội thành.

### Phân chia hành chính
Trôi qua năm tháng, lãnh thổ của thành phố Brugge mộc lên nhiều. Vào năm 1899 làng Sint-Pieters-op-den-Dijk và khu công nghiệp Zwankendamme được sáp nhập vào đô thị, giờ trở thành khu phố. Khu phố Sint-Jozef cũng được xây dựng và sáp nhập vào đô thị. Vào năm 1901 vùng mà bây giờ là Zeebrugge được thêm vào lãnh thổ đô thị. Vào năm 1932 thì cả làng Zwankendamme trở thành khu phố. Vào thập niên 1970 nhiều xã ở khắp nước Bỉ được hợp nhất làm xã lớn hơn, nên những xã Assebroek, Dudzele, Koolkerke, Lissewege, Sint-Andries, Sint-Kruis và Sint-Michiels trở thành quận/huyện của đô thị Brugge.
| Các quận/huyện của đô thị Brugge | Các quận/huyện của đô thị Brugge                                         | Các quận/huyện của đô thị Brugge | Các quận/huyện của đô thị Brugge |
| #                                | Tên                                                                      | Diện tích (km²)                  | Dân số (31/12/2014)              |
| -------------------------------- | ------------------------------------------------------------------------ | -------------------------------- | -------------------------------- |
| I                                | Brugge - Centrum (nội thành) - Kristus-Koning - Sint-Jozef -Sint-Pieters | 4,30 1,01                        | 36.967 19.418 4.583 5.416 7.550  |
| II                               | Koolkerke                                                                | 4,17                             | 3.361                            |
| III                              | Sint-Andries                                                             | 20,65                            | 19.818                           |
| IV                               | Sint-Michiels                                                            | 14,02                            | 12.045                           |
| V                                | Assebroek                                                                | 10,49                            | 19.737                           |
| VI                               | Sint-Kruis                                                               | 13,75                            | 15.892                           |
| VII                              | Dudzele                                                                  | 21,92                            | 2.565                            |
| VIII                             | Lissewege - Lissewege - Zeebrugge - Zwankendamme                         | 11,44                            | 7.412 2.431 4.301 680            |

### Khí hậu

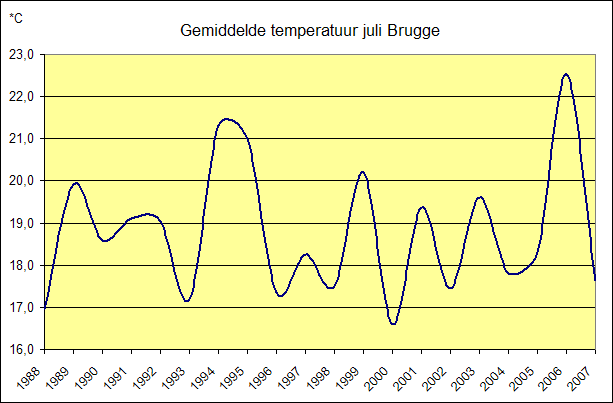
Nhiệt độ trung bình vào tháng 7 từ năm 1988 đến năm 2007.

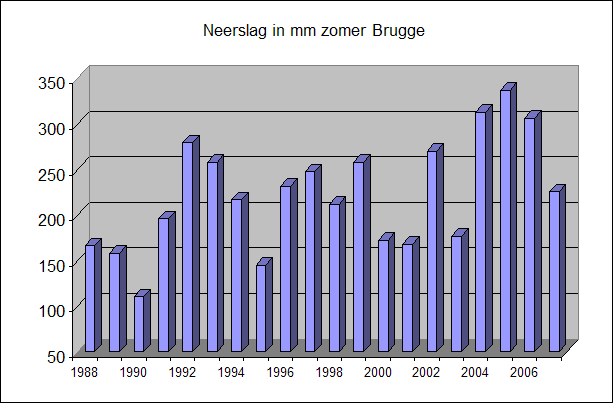
Lượng mưa trung bình vào mùa hè từ năm 1988 đến năm 2007.

Thành phố Brugge có khí hậu đại dương ôn đới. Vì thành phố gần biển nên biển có ảnh hưởng mạnh lên khí hậu trong thành phố. Mùa đông khá ôn hoà còn mùa hè khá mát. Hải lưu nóng từ vịnh Mexico từ Đại Tây Dương ấm lên Biển Bắc, còn điều này có ảnh hưởng ôn hoà hoá lên khí hậu. Mùa đông có nhiệt độ trung bình khoảng chừng 2 °C, còn mùa hè có 20 °C.
Trời mưa nhiều nhất là vào tháng 8 và từ tháng 10 đến tháng 12. Tuy nhiên những tháng khác trời cũng có thể mưa khá nhiều. Thời gian nắng nhất là từ tháng 5 đến tháng 8. Nhiều khi tháng 9 lại có chút thời tiết giống mùa hè. Độ ẩm cao nhất vào mùa đông và thấp nhất vào tháng 5.
| Dữ liệu khí hậu của Brugge | Dữ liệu khí hậu của Brugge | Dữ liệu khí hậu của Brugge | Dữ liệu khí hậu của Brugge | Dữ liệu khí hậu của Brugge | Dữ liệu khí hậu của Brugge | Dữ liệu khí hậu của Brugge | Dữ liệu khí hậu của Brugge | Dữ liệu khí hậu của Brugge | Dữ liệu khí hậu của Brugge | Dữ liệu khí hậu của Brugge | Dữ liệu khí hậu của Brugge | Dữ liệu khí hậu của Brugge | Dữ liệu khí hậu của Brugge |
| Tháng                      | 1                          | 2                          | 3                          | 4                          | 5                          | 6                          | 7                          | 8                          | 9                          | 10                         | 11                         | 12                         | Năm                        |
| -------------------------- | -------------------------- | -------------------------- | -------------------------- | -------------------------- | -------------------------- | -------------------------- | -------------------------- | -------------------------- | -------------------------- | -------------------------- | -------------------------- | -------------------------- | -------------------------- |
| Nguồn: Meteovista          |                            |                            |                            |                            |                            |                            |                            |                            |                            |                            |                            |                            |                            |

## Dân số
Ngày 1 tháng 1 năm 2015, đô thị Brugge có dân số là 117 886 người, gồm 60 673 nữ và 57 231 nam. Ngày đó có 22 517 người từ 0 đến 19 tuổi, 68 644 người từ 20 đến 64 tuổi, còn 26 725 người từ 65 tuổi trở lên. Đô thị có 53 356 hộ. Số người có quốc tịch nước ngoài là 5 516 người – hoặc 4,7% của tổng dân số. Vào năm 2014 có 1 026 người sinh ra và 1 224 người chết.

### Sự phát triển của dân số
- Nguồn: NIS - Ghi chú.: từ năm 1806 đến năm 1970 số là theo cuộc điều tra dân số; sau năm 1971 thì số là vào ngày 1 tháng 1
- 1899: Sint-Pieters-op-den-Dijk và một vài phần lãnh thổ của Dudzele, Koolkerke, Lissewege và Uitkerke được sáp nhập vào thành phố (+ 20,97 km² với 2 984 người)
- 1901: một vài phần lãnh thổ của Heist, Lissewege, Sint-Andries và Uitkerke được sáp nhập (+ 3,90 km² với 465 người)
- 1932: sáp nhập một vài phần lãnh thổ của Dudzele, Lissewege và Zuienkerke (+ 5,73 km² với 732 người)
- 1956: sáp nhập một phần lãnh thổ của Sint-Michiels (+ 0,16 km² với 24 người)
- 1971: thống nhất thành với các làng Assebroek, Dudzele, Koolkerke, Lissewege, Sint-Andries, Sint-Kruis và Sint-Michiels, sáp nhập một vài phần lãnh thổ của Heist, Loppem và Oostkamp; một phần của lãnh thổ được nhượng cho Oostkerke (+ 95,54 km² với 65.903 người)
- 1977: nhượng một phần của lãnh thổ cho Damme (- 2,75 km² với 367 người)

### Sự phát triển của dân số trên vùng đô thị hiện tại
Dân số trên vùng đô thị hiện tại, được sáng tạo vào ngày 1 tháng 1 năm 1971, là như ở đồ thị này:
- Nguồn: NIS - Ghi chú.: từ năm 1806 đến năm 1970 số là theo cuộc điều tra dân số; sau năm 1971 thì số là vào ngày 1 tháng 1

## Di sản thế giới
Thành phố Brugge nổi tiếng chủ yếu là vì đó là thành phố lịch sử có nhiều vết tích văn hoá. Ở trung tâm thành phố có kiến trúc Trung cổ nguyên vẹn. Tuy nhiên, kiến trúc hiện tại của trung tâm bị kiến trúc Gothic phục hưng của thế kỷ 19 ảnh hưởng nặng nề. Lúc đó, nhiều toà nhà được sửa, phục chế... và đôi khi được sây lại theo kiểu Gothic phục hưng. Trung tâm lịch sử của thành phố Brugge là di sản văn hóa thế giới UNESCO từ năm 2000.

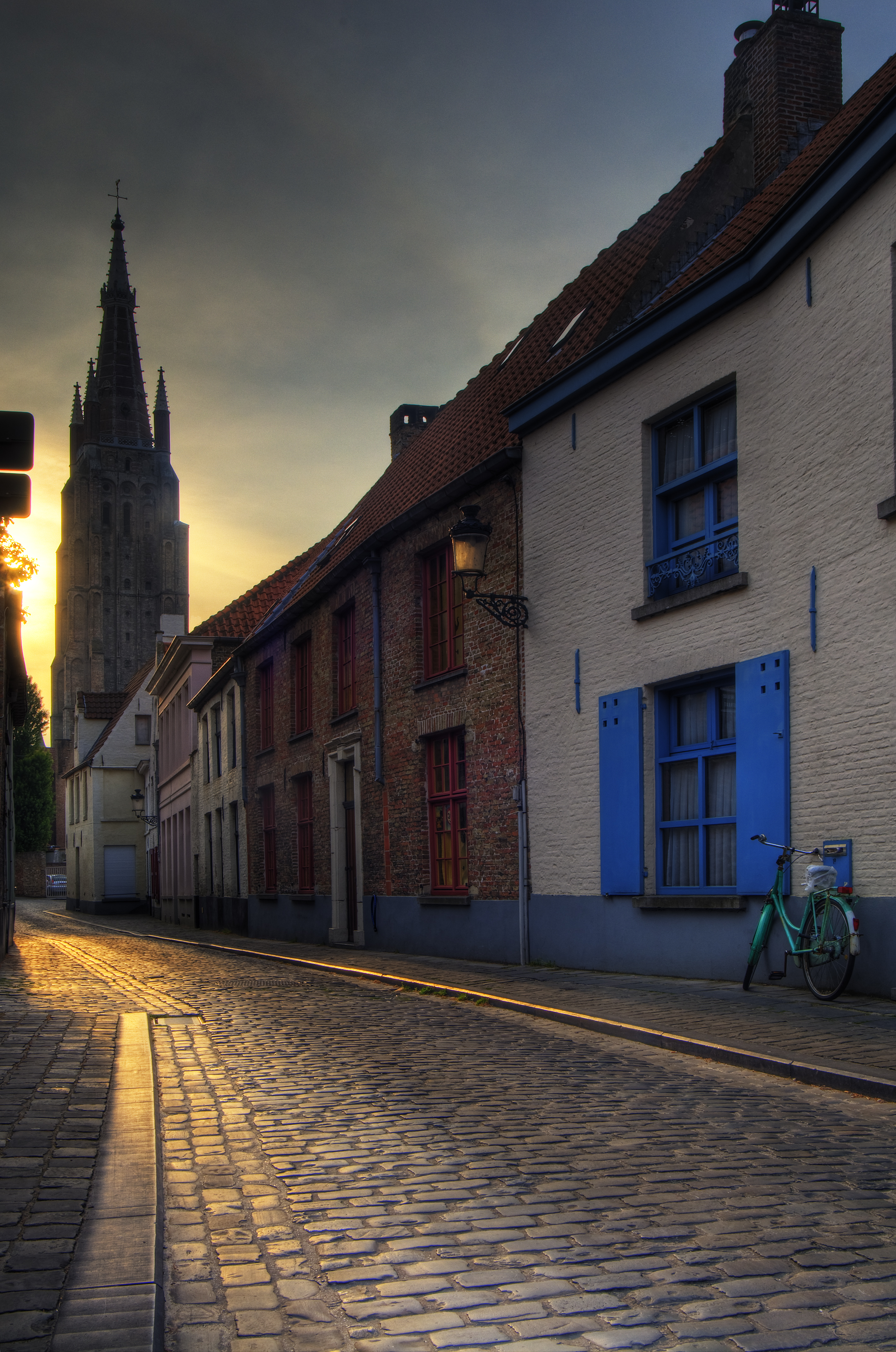
Đường cổ ở Brugge, phía sau có thể thấy tháp Nhà thờ Đức Bà

Thành phố gồm khoảng 90 khách sạn chào đón khách, tổng lại có hơn 7.800 giường. Các quán trọ thanh niên và quán kiểu bed and breakfast có thêm 1.000 giường nữa. Vào năm 2015 thành phố Brugge đón 1,13 triệu khách du lịch, gồm 27.100 người tại Zeebrugge, với 2,03 triệu lượt ngủ qua đêm, gồm 52.300 lượt tại Zeebrugge. So sánh với những thành phố lớn khác ở Vlaanderen thì tỷ lệ khách có mục đích kinh doạnh ở Brugge nhỏ hơn, nhưng tỷ lệ đó ngày càng cao hơn.

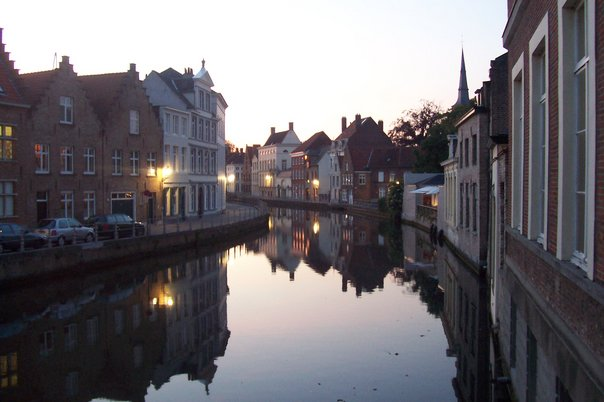
Kênh lúc chập tối

Giao thông bằng xe hơi bị tránh càng nhiều càng tốt bằng giới hạn tốc độ (30 km/giờ), nhiều đường một chiều (nhưng xe đạp có phép đi hai chiều), bãi đỗ xe ở ngoại ô... để thành phố thành một chỗ mà ở đó có thể đi bộ và đi mua sắm thoải mái hơn.

### Kiến trúc
Trong các công trình thời Trung cổ ở đây có Giáo đường Đức Mẹ với chiều cao 122 mét, điêu khắc Madonna và con trai, người ta tin rằng là công trình điêu khắc duy nhất của Michelangelo rời khỏi nước Ý trong cuộc đời ông.
Ngoài ra thành phố còn có các công trình nổi bật khác như Beguinage, Heilig-Bloedbasiliek, Giáo đường Saint-Salvator, Groeningemuseum, tòa thị chính Brugge.

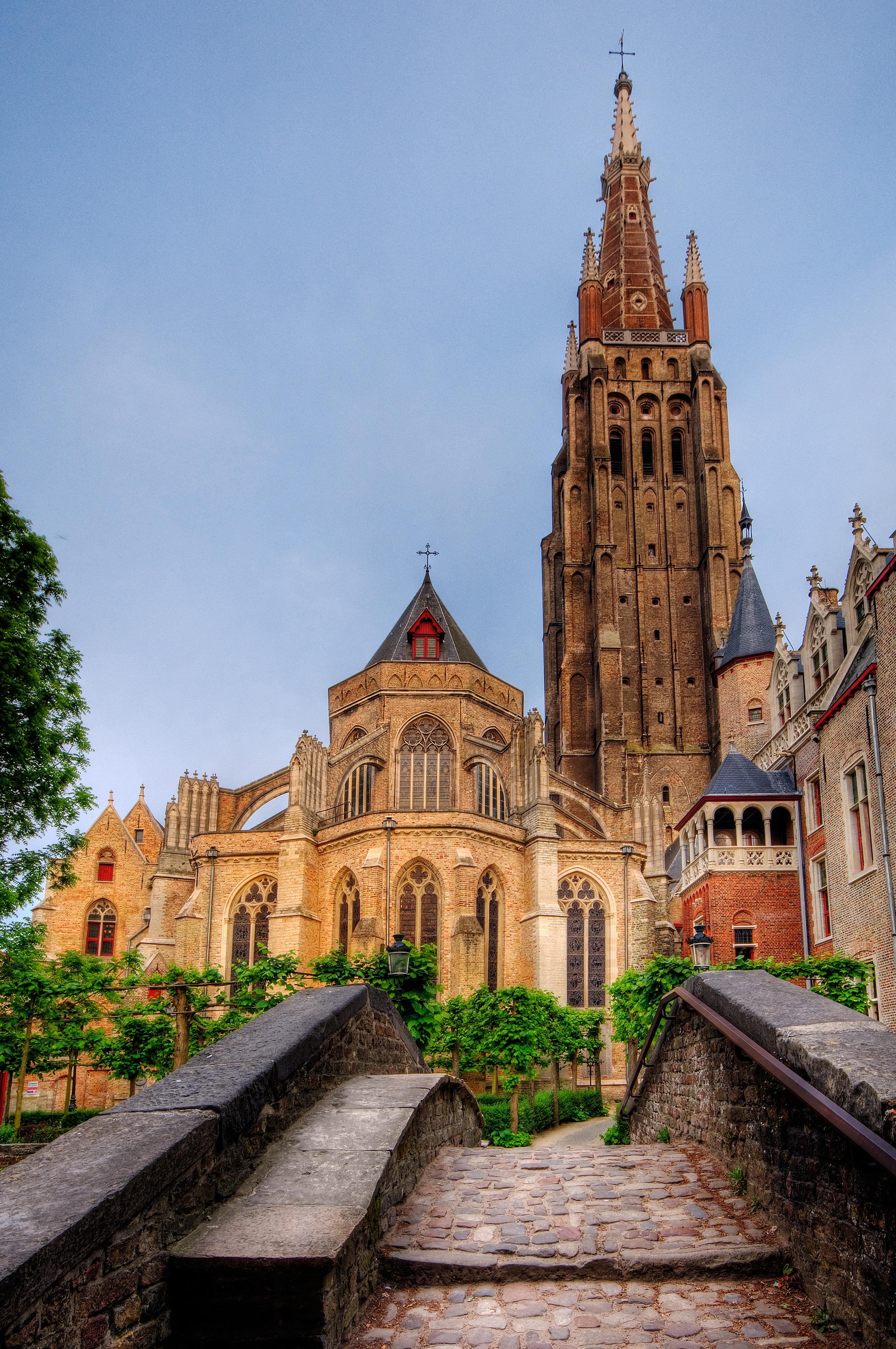
Nhà thờ Đức Bà
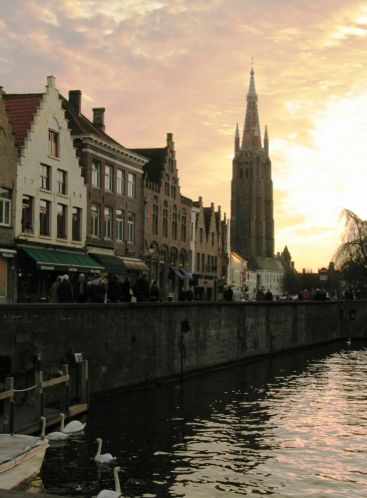
Kênh Dijver và nhà thờ.
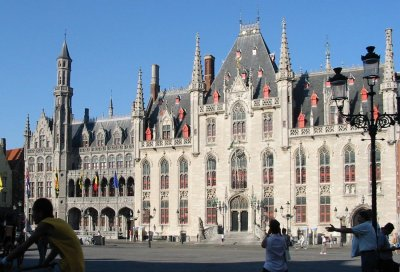
Provinciaal Hof.
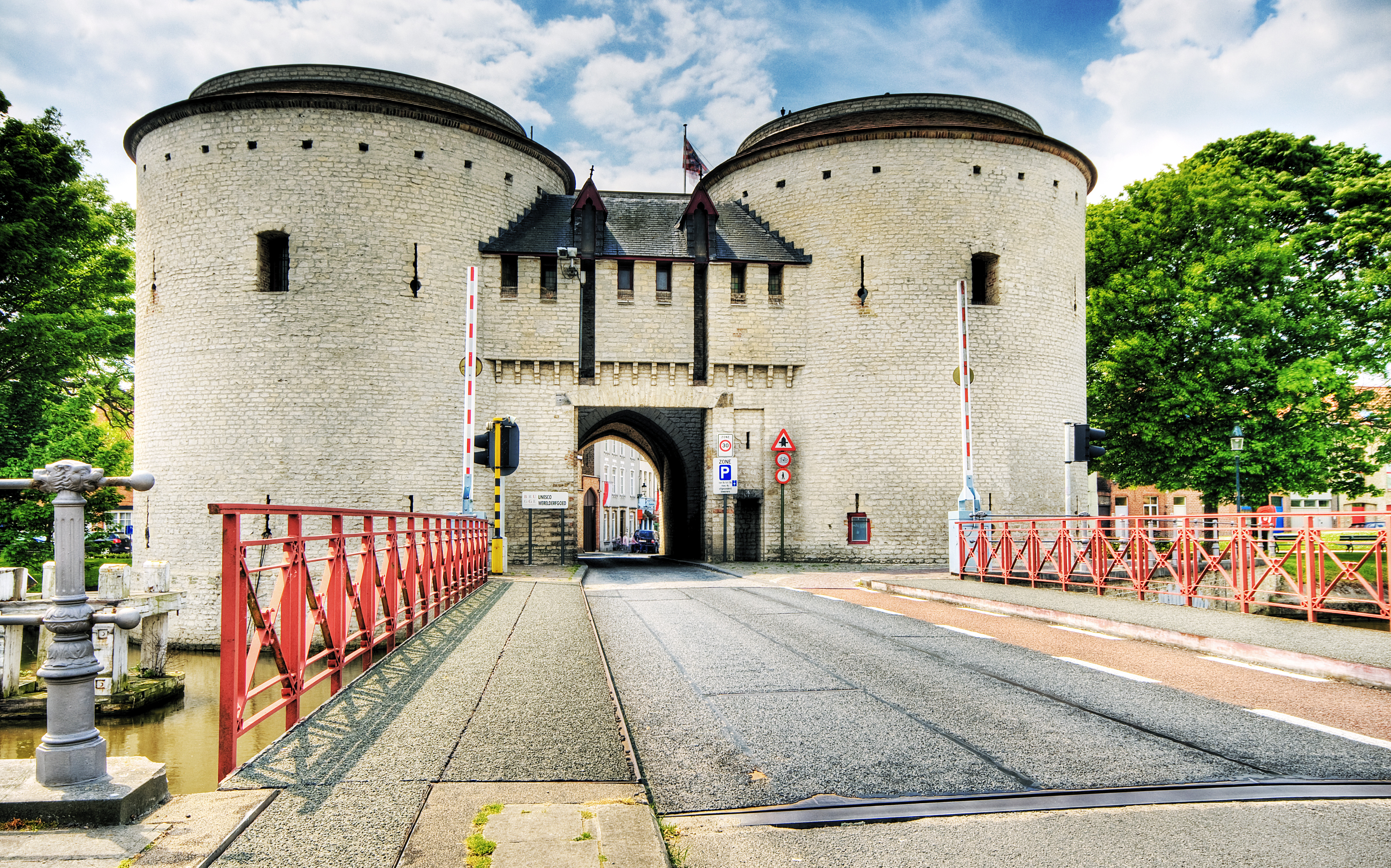
Kruispoort.
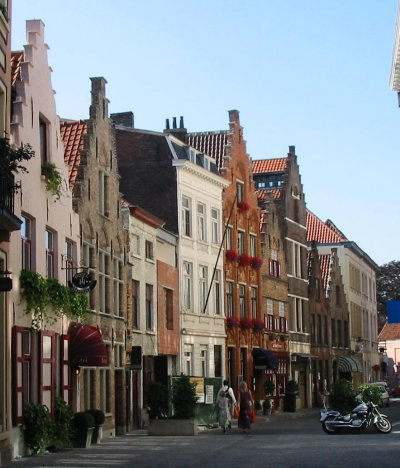
Dweersstraat.
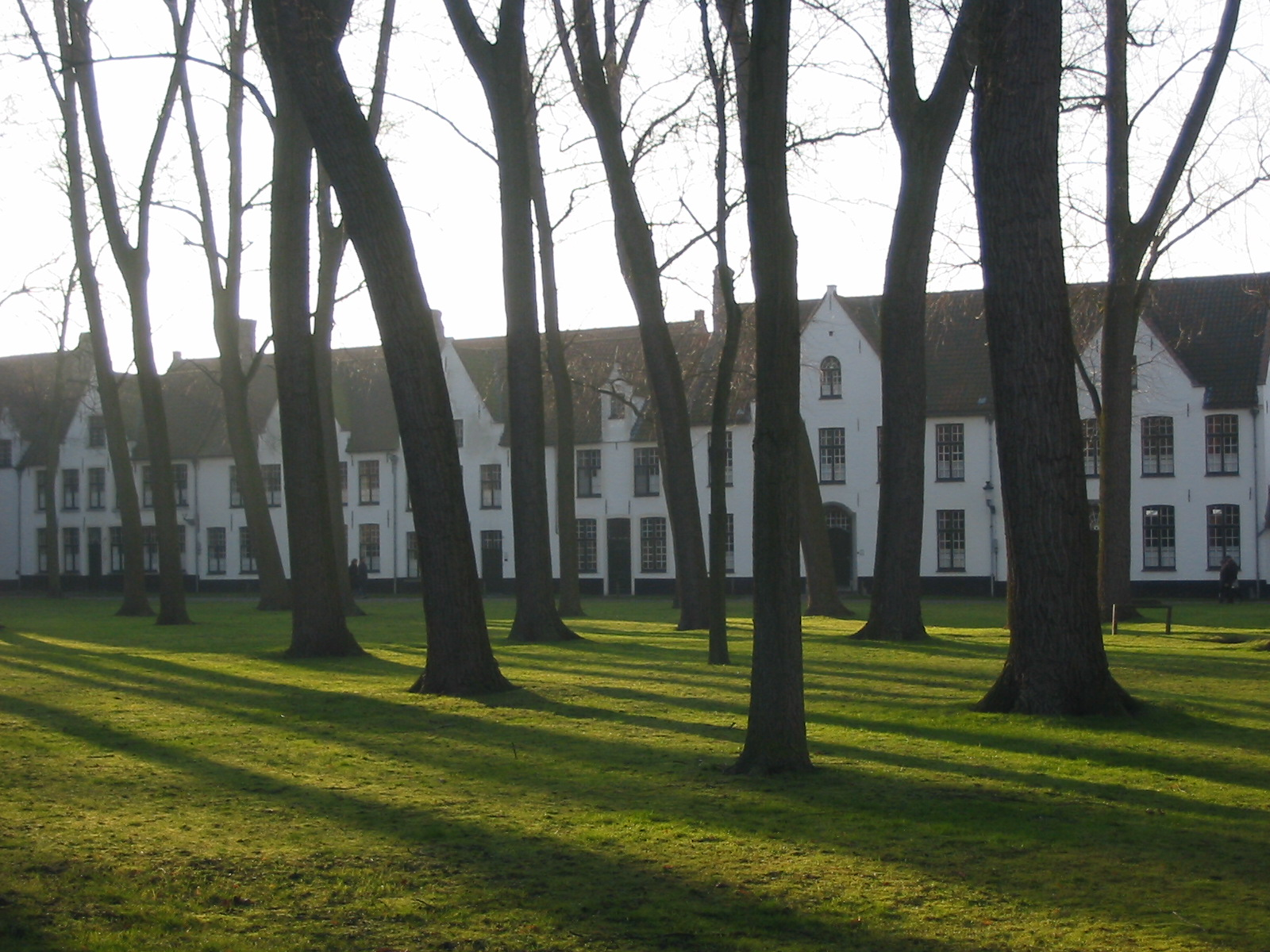
Beguinage.
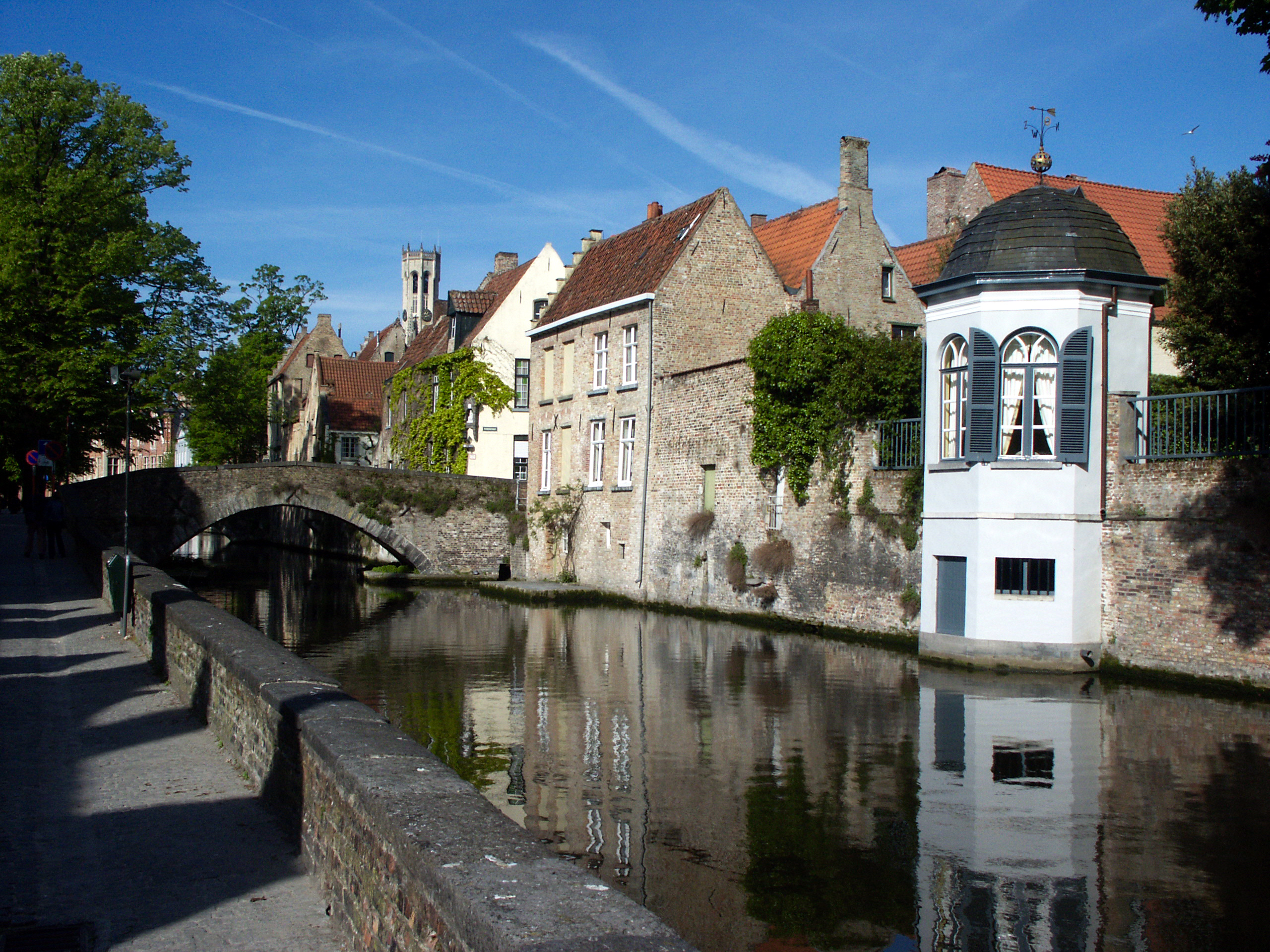
Groenerei.
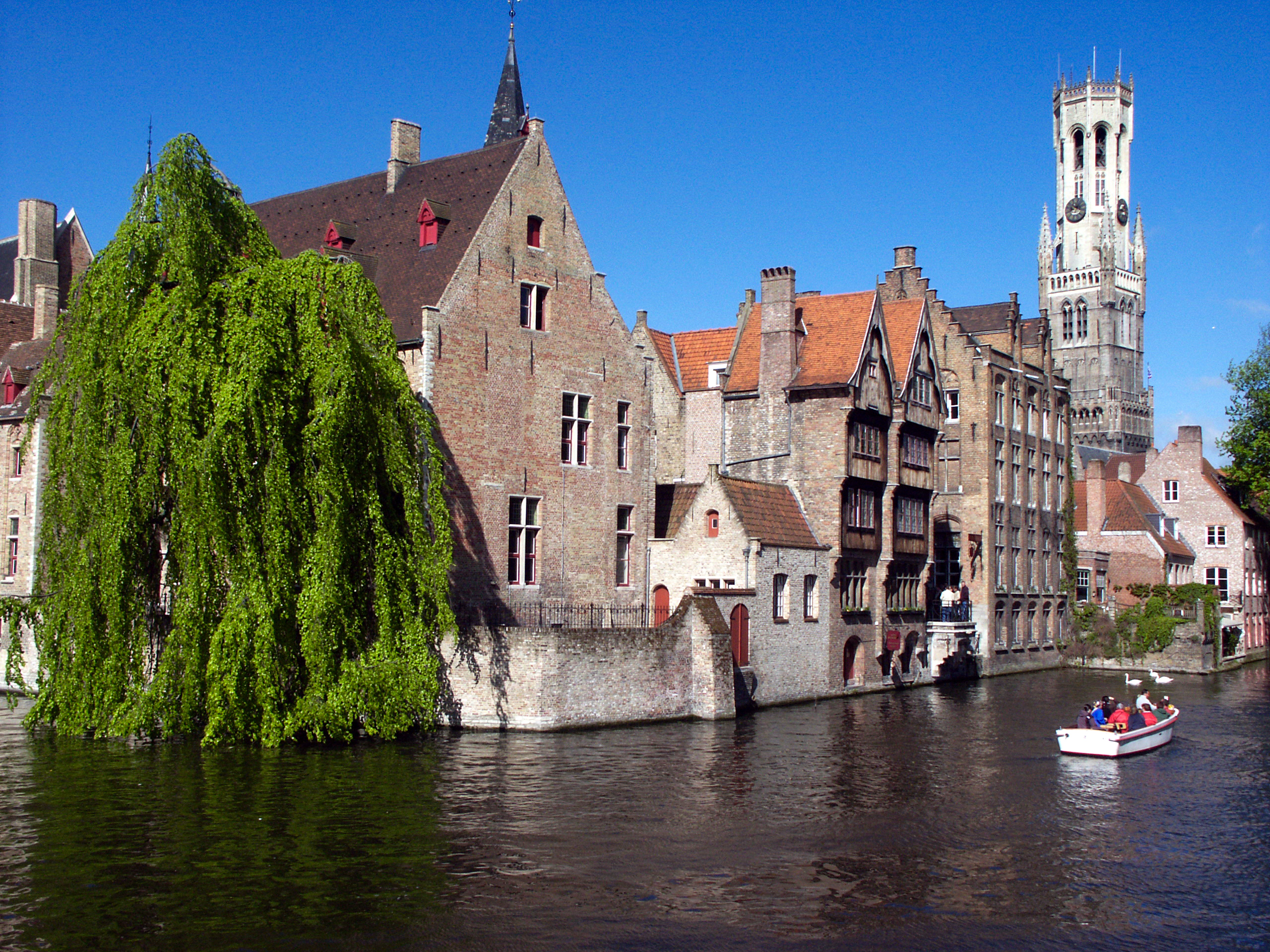
Nhìn từ Rozenhoedkaai.
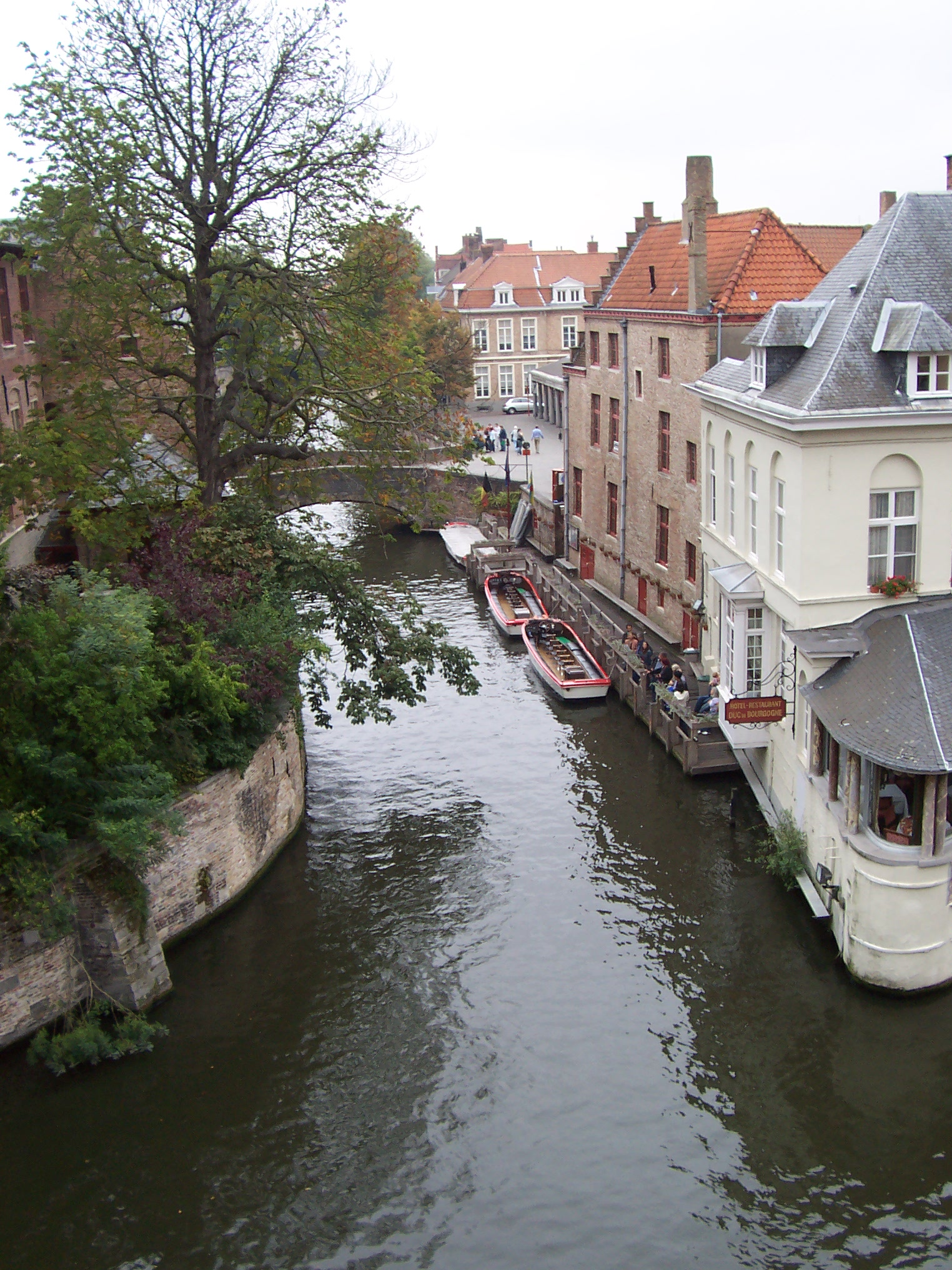
Nhìn từ trên cao.
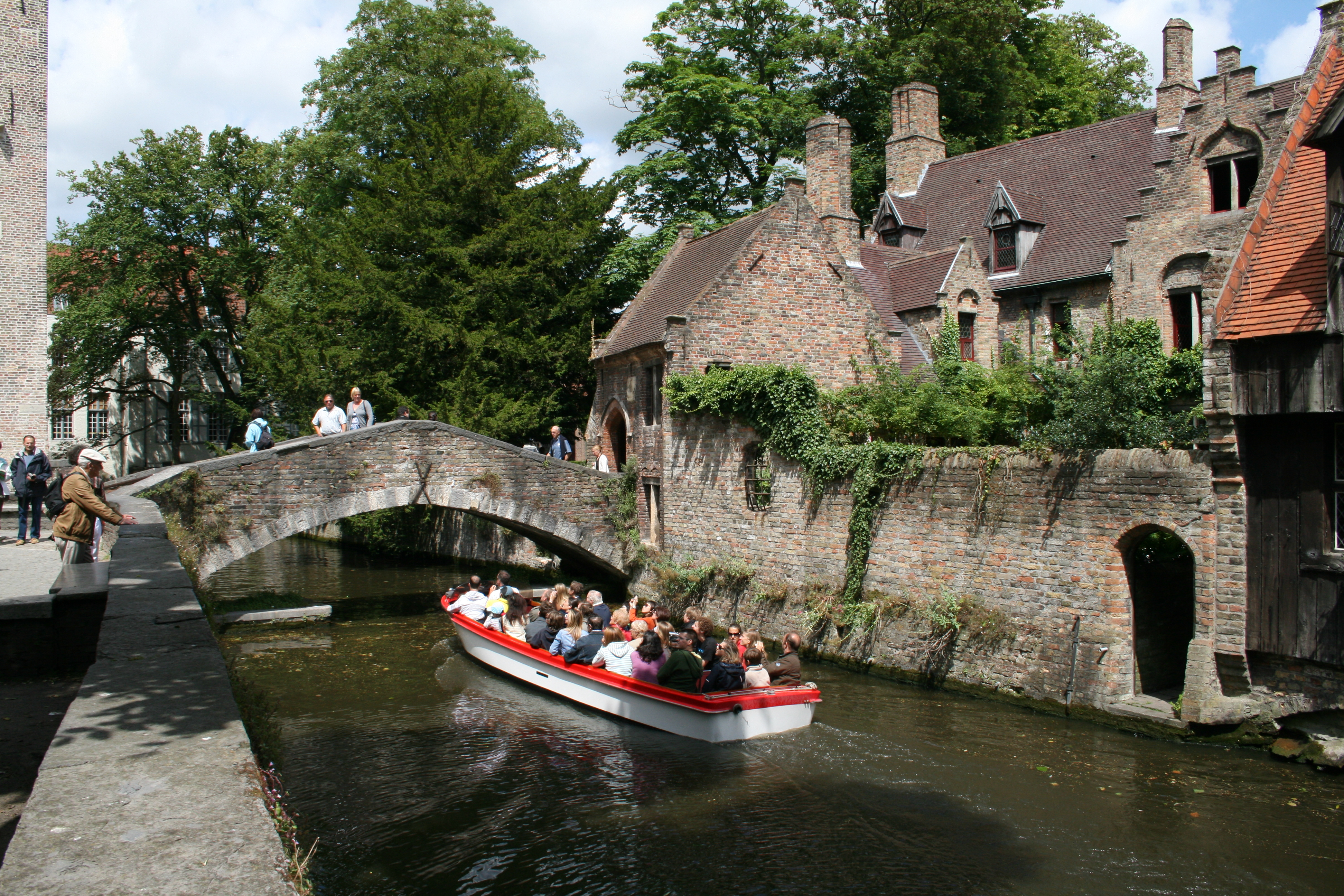
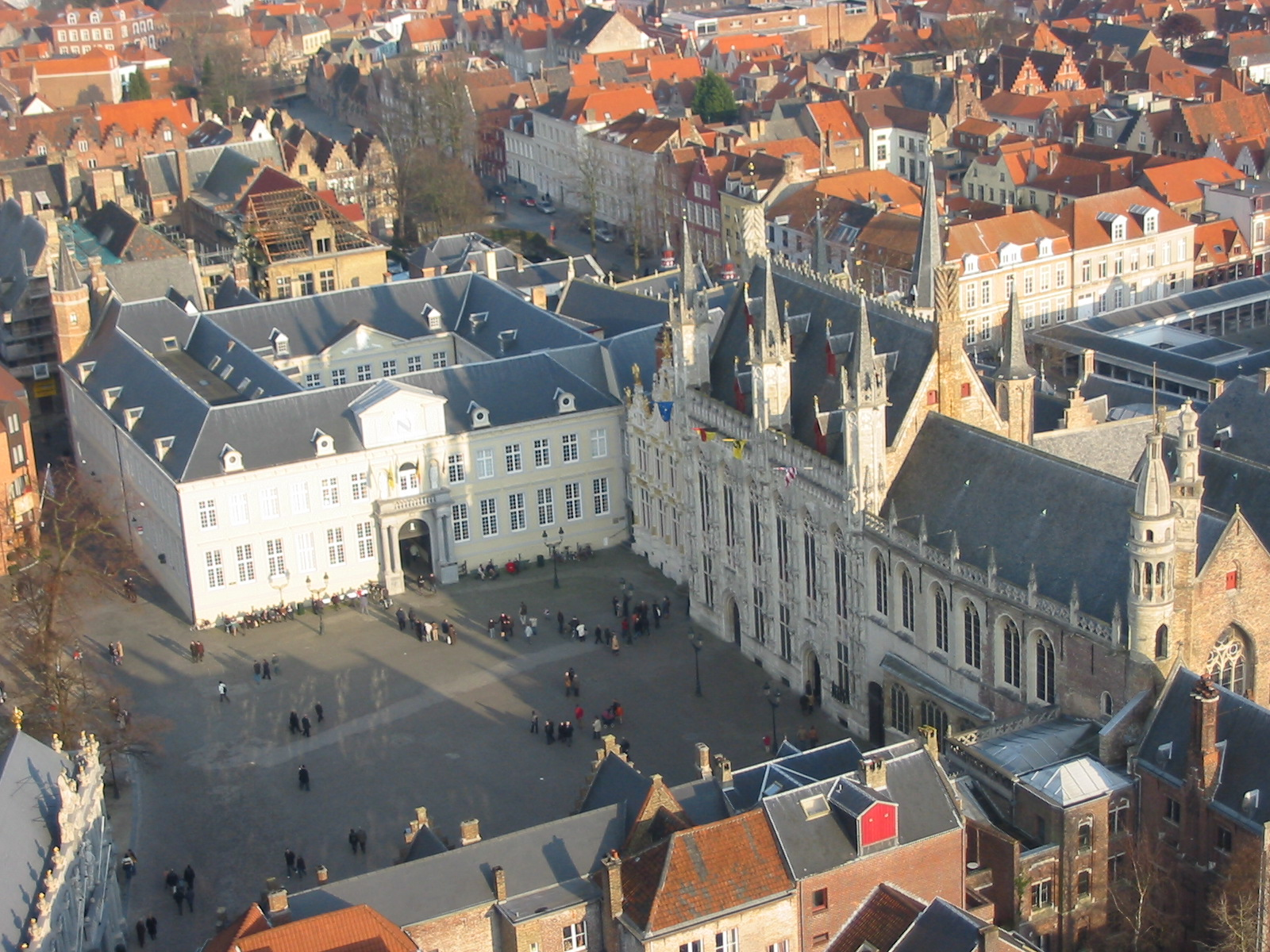
Quảng trường Burg với tòa thị chính.
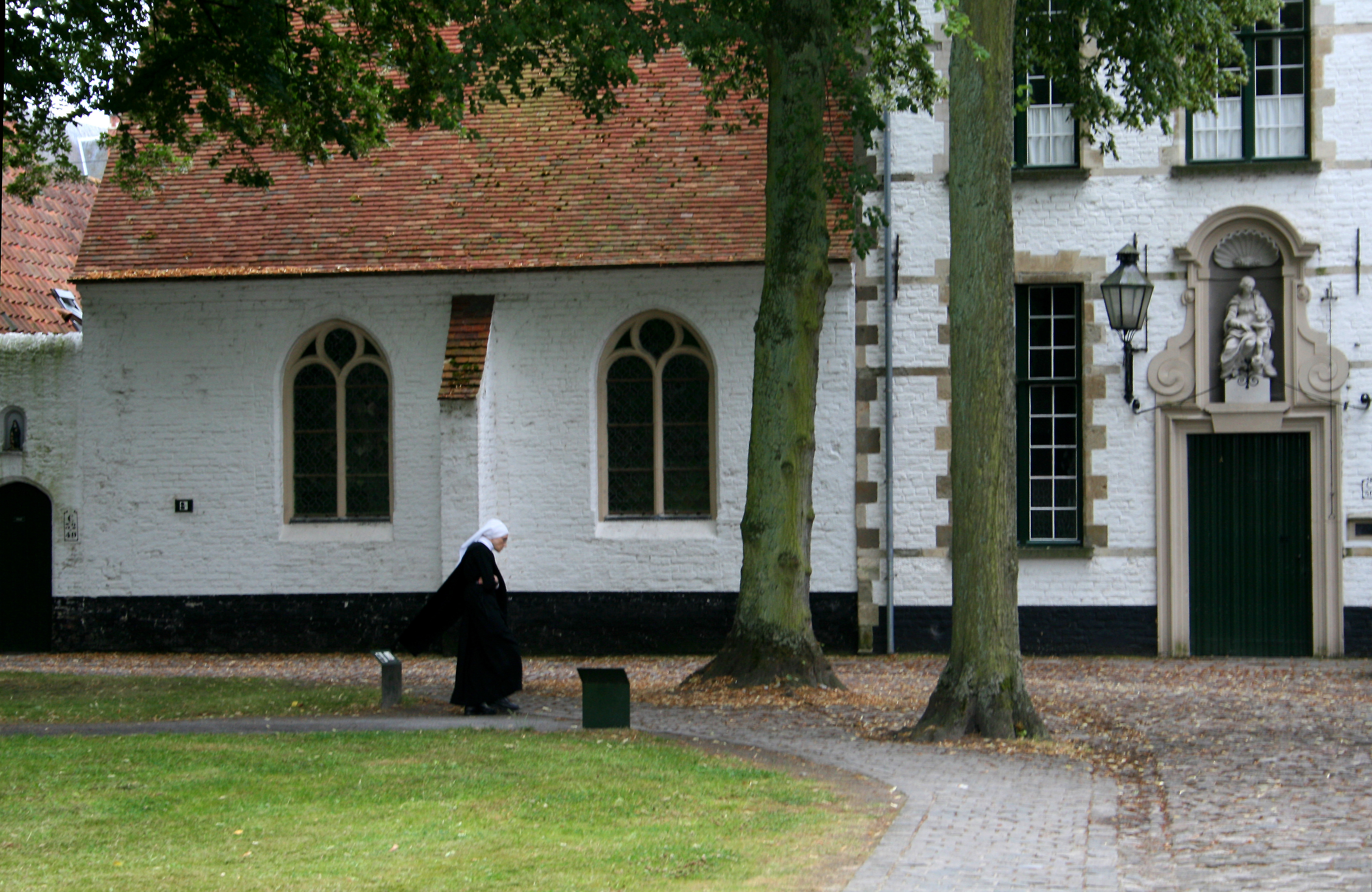

### Di sản văn hoá
Hàng năm có lễ Rước Máu Thánh. Trong lễ này người ta sùng bái thành tích Máu Thánh; theo truyền thuyết thì đó là máu của Giê-su do ông Diederik xứ Alsace mang từ Jerusalem. Lễ rước có ba phần: Kinh Thánh, lịch sử của Máu Quý, Đám rước các Giáo sĩ Cao cấp với các thành tích.
Đám rước quan trọng khác ở Brugge là Rước Cây Vàng. Đám rước phô trương này xảy ra mỗi năm năm một lần từ năm 1958. Điều chính là "cuộc Đấu thương của Cây Vàng", làm kỷ niệm của cuộc đấu thương được tổ chức năm 1468 vì lễ đám cưới của Charles Táo bạo với Margaret xứ York.

## Văn hoá, giải trí

### Ăn uống

Brugse Zot

Thành phố Brugge có hơn 500 quán ăn và uống, gồm một vài quán được trao sao Michelin. Xung quanh quảng trường Chợ Lớn (Grote Markt) và ở vùng 't Zand có nhiều quán trà, còn những vùng 't Zand, Eiermarkt, Quảng trường Kraan, đường Kuipers nổi tiếng vì nhiều quán càphê, quán khiêu vũ...
Một số lớn loại bia được chế ở Brugge, như Brugse Zot, Straffe Hendrik... Trong thành phố có một vài quán bia và hiệu bia. Brugge cũng nổi tiếng vì sô-cô-la, cùng nhà xưởng làm sô-cô-la, bảo tàng sô-cô-la (tên là Choco-Story), lễ hội sô-cô-la (tên là Cholo-Laté). Đặc sản là Brugsch Swaentje, là kẹo sô-cô-la chính thức của thành phố. Có một vài đặc sản bánh, như Brugse kletskoppen, Brugse mokken... Không có chỗ nào sản xuất pho mát ở Brugge, nhưng nhiều loại pho mát có tên của thành phố trong tên (Brugs Broodje, Brugge Pater...), nhưng các pho mát này được sản xuất tại Moorslede, sử dụng sữa từ vùng xung quanh Brugge, còn ủ tại Brugge.

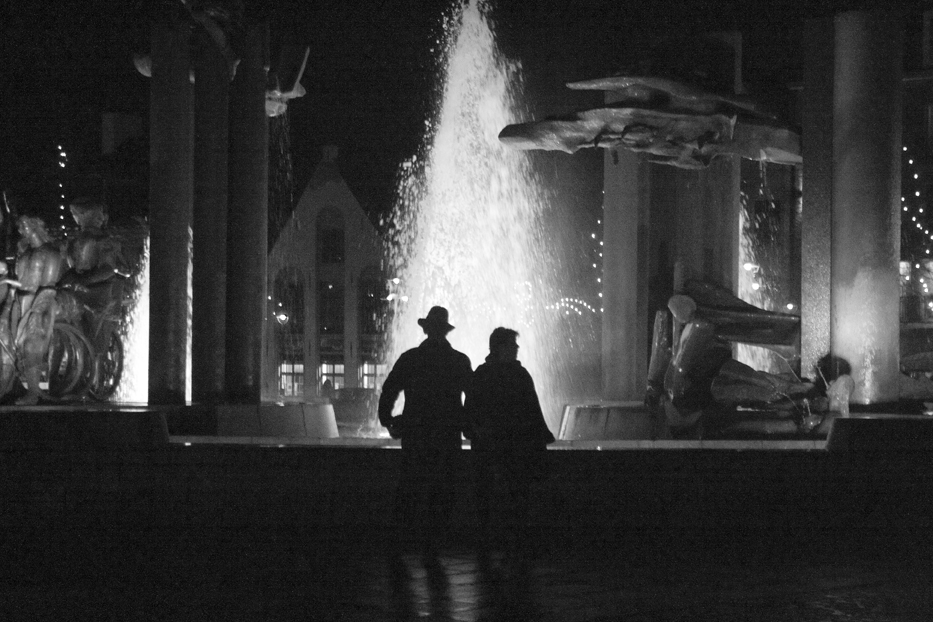
Buổi tối với đài phung nước ở vùng 't Zand

### Nhà hát, rạp phim

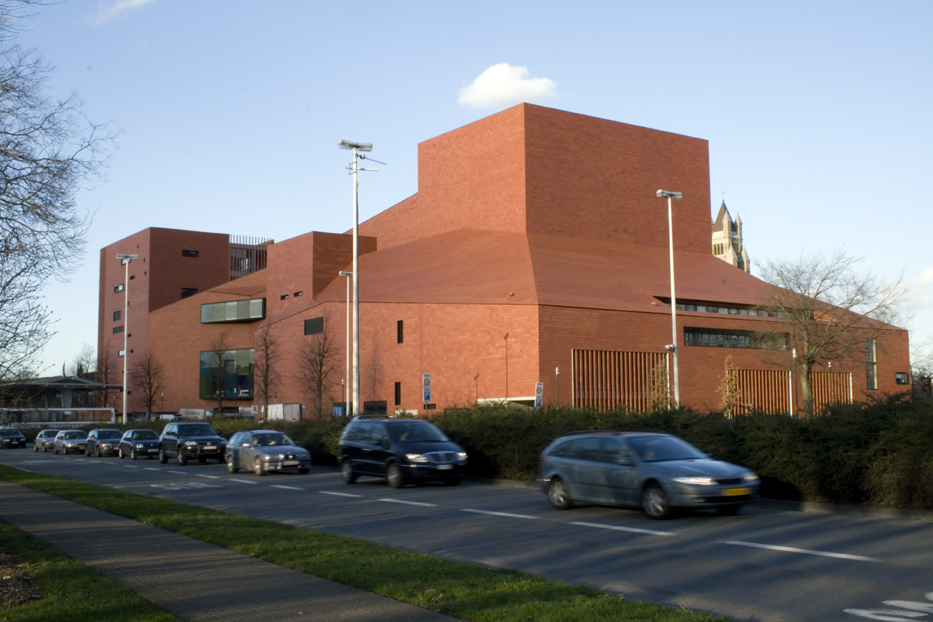
Nhà hát Concertgebouw

Hai nhà hát quan trọng nhất ở Brugge là nhà Concertgebouw (được xây vì việc Brugge là thủ đô văn hoá châu Âu, có 1.300 chỗ ngồi) và nhà Stadsschouwburg (có 700 chỗ ngồi). Ngoài ra có nhiều nhà hát nhỏ hơn khác, như trung tâm Biekorf (dành cho buổi hoà nhạc, kịch, khiêu vũ... nhỏ và thực nhiệm), nhà kịch De Dijk (250 chỗ ngồi, dành cho cuộc biểu diễn bình dân), phòng nhạc và kịch De Werf (nổi tiếng với giới Jazz), trung tâm thanh niên Het Entrepot (được sử dụng làm buổi trình diễn rock...); phòng Joseph Ryelandt (trong nhà thờ, có trình diễn âm nhạc cổ điển...), phòng Magdalena (nhiều buổi trình diễn âm nhạc dành cho thiêu thanh niên, sự kiện câu lạc bộ...), phòng Oberbayern...
Ngày xưa ở trung tâm thành phố có nhiều rạp chiếu phim. Buổi trình diễn phim đầu tiên ở Brugge là ngày 5 tháng 9 năm 1896. Rạp phim thực sự đầu tiên là rạp Pathé, mở cửa năm 1909 ở quảng trường Chợ Lớn. Sau khi có truyền hình và nhiều rạp phim quy mô lớn được xây dựng thì nhiều rạp phim nhỏ phải đóng cửa. Bây giờ trung tâm thành phó chỉ có hai rạp phim là Cinema Lumière (tập trung vào phim không thương mại và phim ngân sách nhỏ) và Cinema Liberty. Ba rạp Lumière, Liberty, Kinepolis là chỗ đăng cai lễ hội phim hàng năm MOOOV (lúc trước tên là Cinema Novo).

### Lễ hội

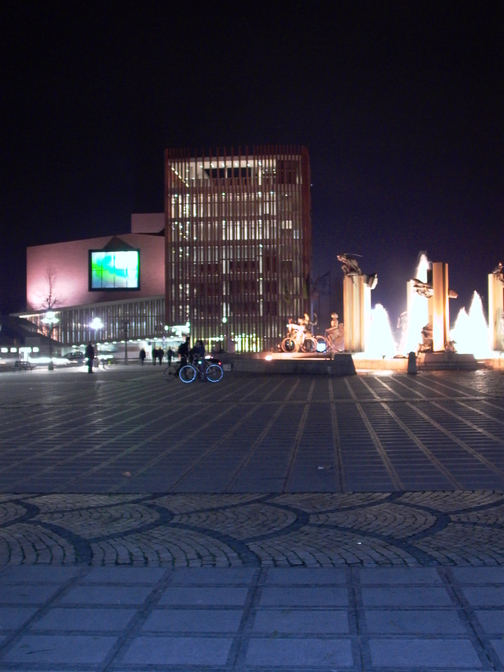
Nhà hát Concertgebouw trong vùng 't Zand

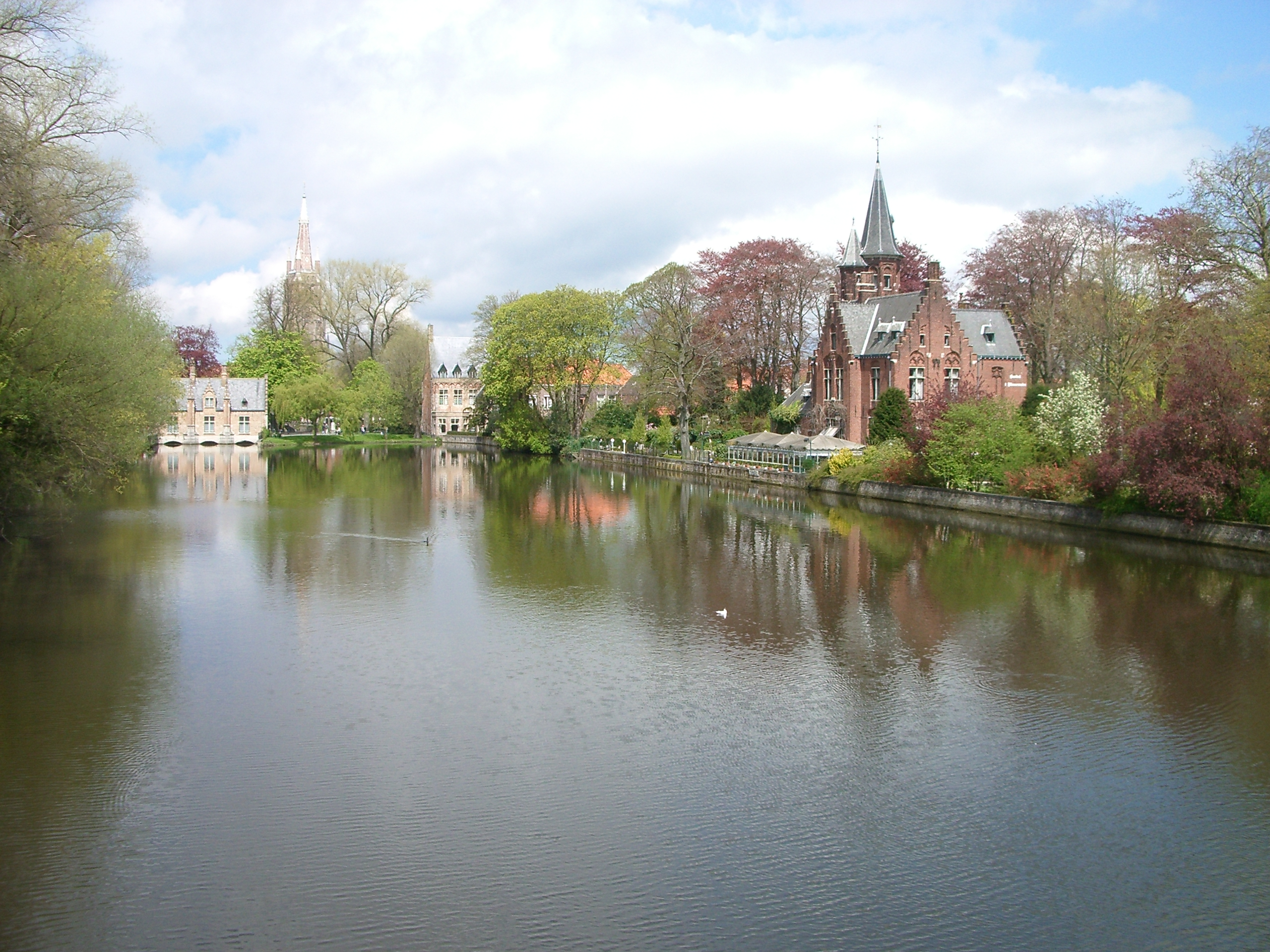
Hồ Minnewater ở công viên Minnewater

Hàng năm ở thành phố Brugge có nhiều lễ hội, gồm lễ hội âm nhạc, văn hoá, ăn uống... Lễ hội quan trọng và thường xuyên nhất là lễ hội Airbag (âm nhạc phong cầm, mỗi hai năm), lễ hội âm nhạc cổ điển hiện tại Ars Musica, lễ hội âm nhạc blues Blues in Bruges, lễ hội bia BAB-bierfestival, lễ hội đăng ten Brugse Kantdagen, lễ hội sô-cô-la Choco-Laté, lễ hội phim MOOOV, lễ hội văn hoá dân gian Midwinterfeest... Ngoài ra có 23 hội chợ vui chơi, cái lớn nhất là Meifoor được tổ chức hàng năm từ năm 1200 vào tháng năm tại vùng 't Zand và những vùng xung quanh.

### Khác
Thành phố Brugge có nhiều công viên, như công viên Minnewater, Arentshof... Ở ngoại ô còn có Boudewijn Seapark, là khu vực giải trí gồm ao nuôi cá heo và sư tử biển.

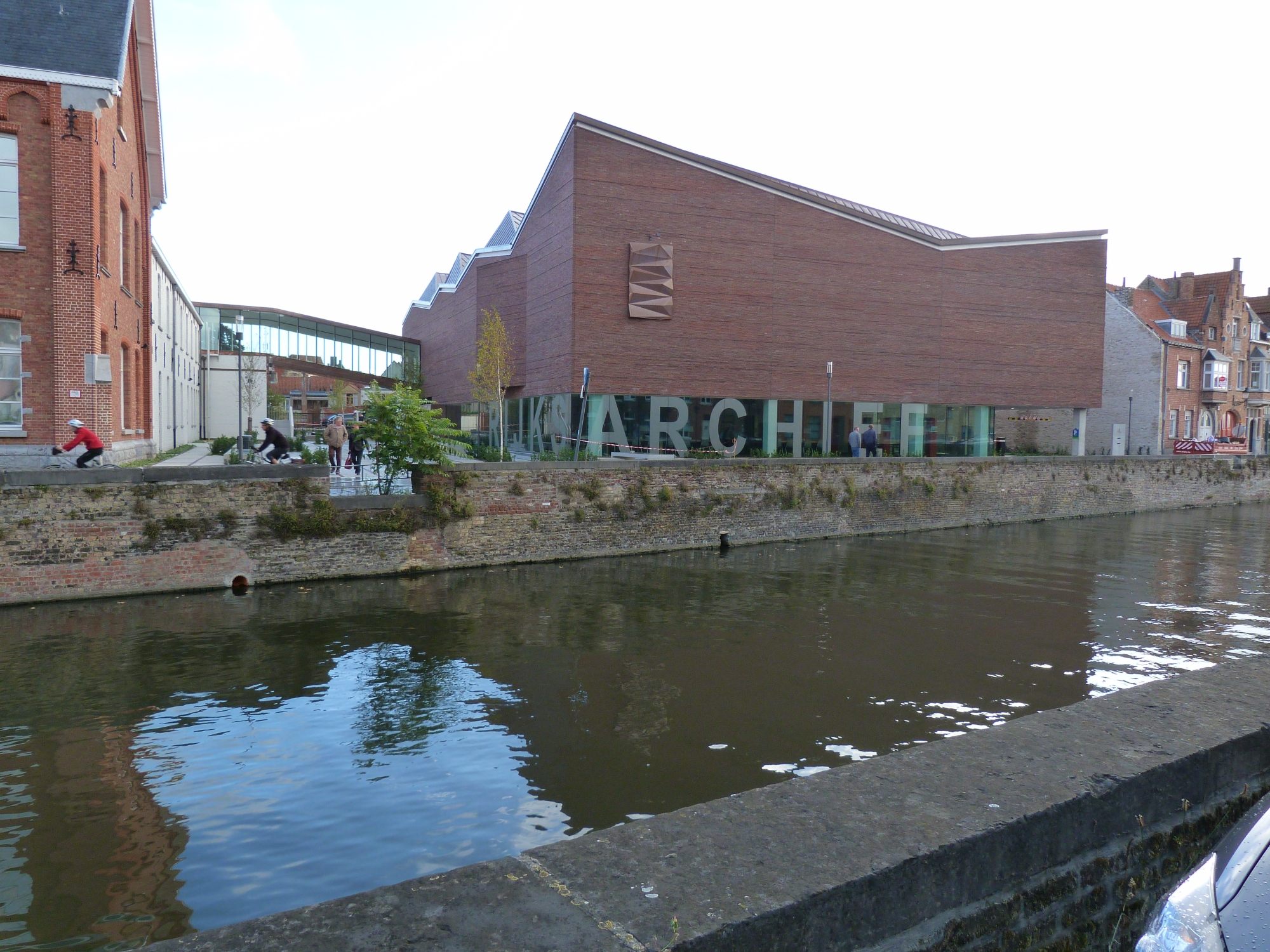
Toà Rijksarchief (Toà Lưu trữ Quốc gia)

Brugge có một số cao thư viện: thư viện công (Openbare Bibliotheek Brugge là Thư viện Công Brugge, Provinciale Bibliotheek en Archief Brugge là Thư viện và Lưu trữ cấp Tỉnh ở Brugge, vân vân) lẫn thư viện tư.
Thành phố có tạp chí riêng, được sản xuất hằng tuần, tên là Brugsch Handelsblad ("Tạp chí Kinh doanh của Brugge") và là bản của Krant van West-Vlaanderen ("Tờ báo của Tây Vlaanderen"). Một vài tờ báo khác có phần riêng dành cho Brugge.
Cũng có một vài đài phát thanh ở Brugge: VBRO, Topradio Swing FM, Radio Exclusief, FamilyRadio Brugge, VBRO2, ClubFM, Villa Bota. Đài truyền hình địa phương của Brugge cùng khu vực xung quanh là Focus.

## Kinh tế
Thành phố Brugge là trung tâm kinh tế quan trọng. Ở Bỉ đây là thành phố có nhiều người làm việc thứ ba (74.000 người vào năm 2012), sau Antwerpen và Gent. 58% của những người làm việc ở Brugge là người sống ngoài đô thị Brugge. Trong số người làm việc ở Brugge có 62.000 người là nhân viên, lao động (theo thống kê năm 2008), 11.500 người làm tự do (hay hỗ trợ người làm tự do, theo thống kê năm 2012). Trong số nhân viên, lao động đa số làm việc trong khu vực kinh tế thứ tư (30.000 người); khu vực kinh tế thứ ba có số lượng cao thứ hai (24.000 người); khu vực kinh tế thứ hai chỉ có 7.500 người còn khu vực kinh tế thứ nhất còn khoảng 60 người (theo thống kê năm 2008). Có 9.536 đơn vị phải nộp thuế giá trị gia tăng (thống kê ngày 1 tháng 1 năm 2015). Thu nhập trung bình là khoảng 18.000 euro một năm (theo thống kê năm 2011). Cũng có 3.618 người thất nghiệp (thống kê ngày 1 tháng 1 năm 2013), là 6,6% của tổng số lao động.

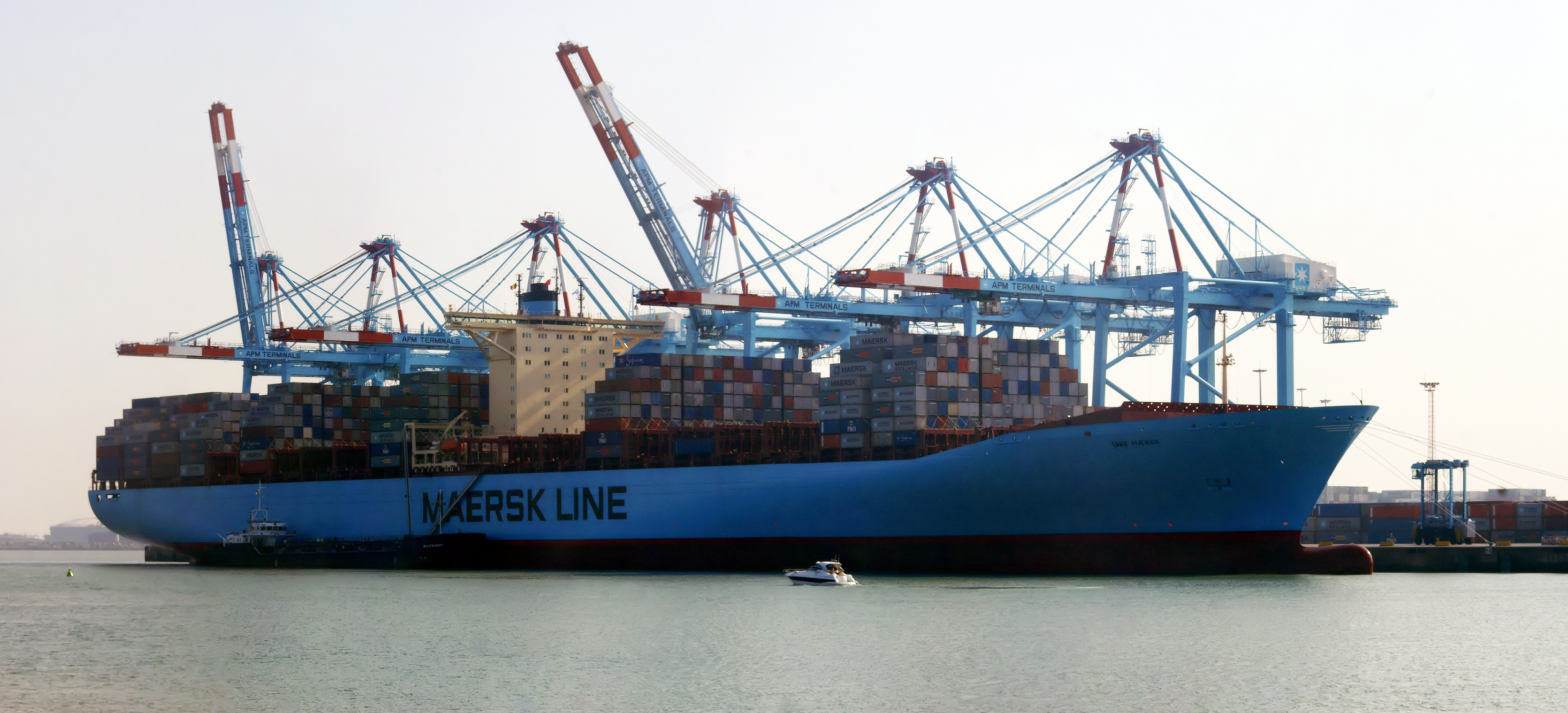
Tàu thủy "Elly Mærsk", một trong những tàu thủy chở hàng lớn nhất trên thế giới ở vũng tàu Albert II

## Cảng biển và khu công nghiệp
Cảng biển của Brugge là đơn vị có nhiều người lao động nhất của thành phố Brugge. Hơn hai mươi nghình người có công việc trực tiếp hoặc gián tiếp nhờ cảng biển này.
Lãnh thổ đô thị Brugge có một vài khu công nghiệp khác: Blauwe Toren, De Spie, Dreef Ter Panne, Herdersbrug, Steenkaai, Ten Briele, Vogelzang, Waggelwater.

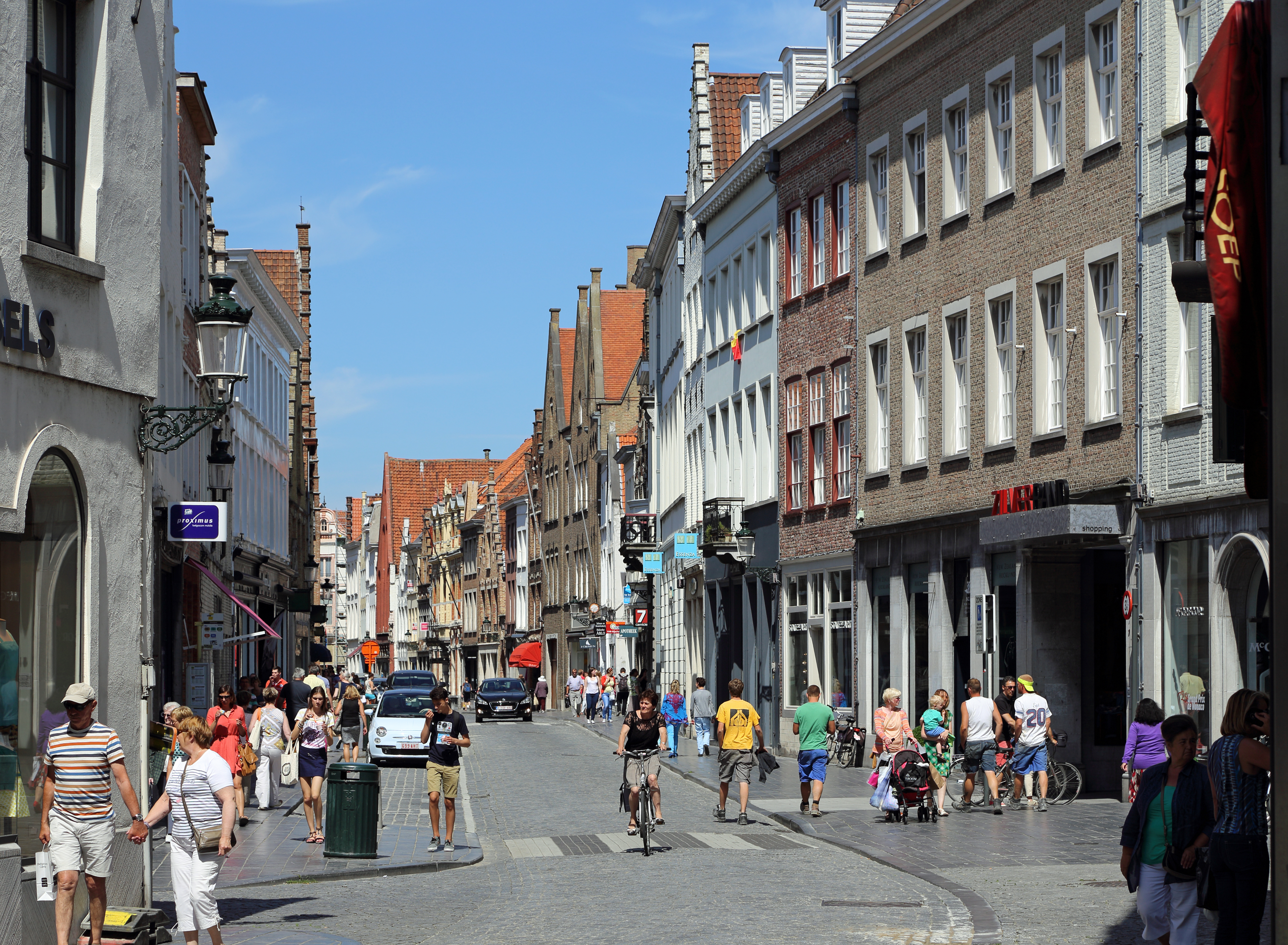
Đường Noordzand, một trong hai con đường mua sắm chính của trung tâm thành phố

### Mua sắm
Hai con đường mua sắm chính ở trung tâm thành phố là hai con đường nối lại vùng 't Zand với quảng trường Chợ Lớn: Đường Noorderzand/Đường Geldmunt và Đường Zuidzand/Đường Steen. Ở giữa hai con đường này có trung tâm thương mại Zilverpand. Ngoài hai con đường này ra còn conhiều con đường mua sắm và trung tâm thương mại khác.
Tỷ lệ cơ ngơi cửa hàng trống không ở Brugge chỉ là 3% (vào cuối năm 2015). Đây là tỷ lệ thấp nhất của tất cả các thành phố ở Bỉ.
Có chợ họp ở một vài quảng trường trong thành phố, chủ yếu là chợ họp mỗi tuần một lần. Ví dụ "chợ ngày thứ bảy" họp mỗi buổi sáng ngày thứ bảy tại 't Zand, quảng trường Beurs và đường Hauwers, bán hàng mới, còn "chợ ngày thứ tư" họp mỗi buổi sáng ngày thứ tư tại quảng trường Chợ Lớn, bán đồ ăn, rau, trái, hoa, cây. "Chợ cá" lại họp mỗi ngày vào buổi sáng, trừ ngày chủ nhật và ngày lễ.

## Giáo dục

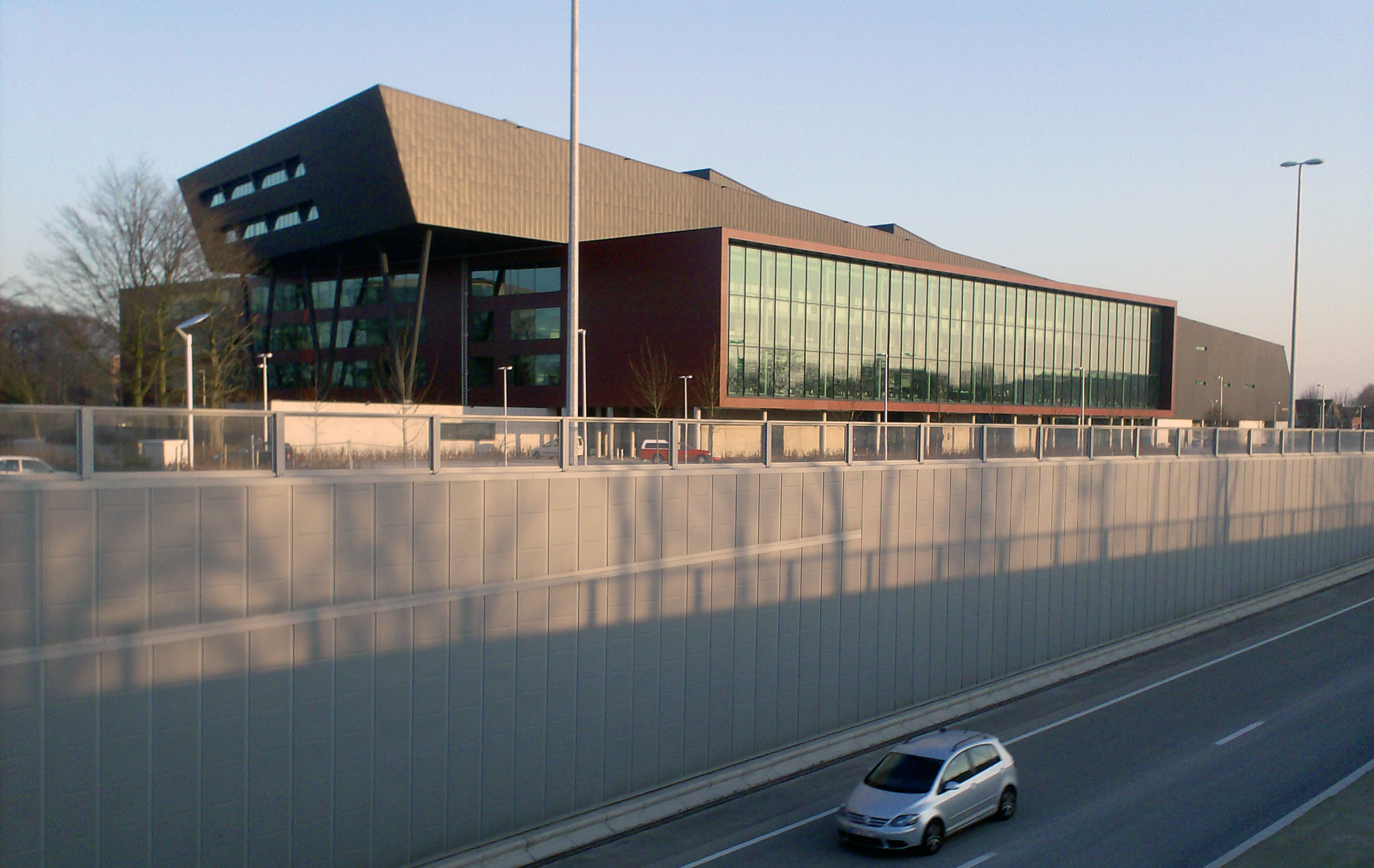
Cơ sở Vives tại quận Sint-Michiels.

Thành phố Brugge là trung tâm giáo dục của miền bắc của tỉnh West-Vlaanderen. Ở trung tâm thành phố có khoảng 15 trường trung học, một vài trường tiểu học. Cũng có một vài trường cao đẳng như một chi nhánh của trường Cao đẳng West-Vlaanderen (HOWEST), có một vài cơ sở của trường Đại học châu Âu (College of Europe) và có Đại chủng viện Brugge.
Ở quận Sint-Michiels có thêm một vài trường cao đẳng gồm cơ sở khác của trường HOWEST và cơ sở của trường Cao đẳng Công giáo Vives. Kể từ năm 2013, việc giảng dạy cấp đại học của trường Vives là trường Đại học Công giáo Leuven đảm nhận. Ngoài ra cũng có trường thể thao cấp cao trong cơ ngơi của trường Trung học Hoàng gia Kỹ thuật (KTA).
Có thêm trường khác ở các quận khác.

## Vận tải

### Đường sá
Brugge có kết nối với các xa lộ về mọi hướng:
- đến Oostende
- đến Gent và Brussel
- đến Veurne và Pháp
- đến Kortrijk và Tournai
- đến Zeebrugge
- đến Antwerpen

### Đường sắt
Ga tàu chính của Brugge là tâm điểm của các đường đến vùng bờ biển Bỉ. Nó cũng cung cấp tàu chạy ít nhất mỗi giờ một chuyến đến các thành phố chính của Bỉ, cũng như đến Lille, Pháp. Ngoài ra còn có các tàu khu vực và địa phương.
Ga tàu chính cũng là điểm dừng của tàu Thalys Paris–Brussel–Oostende.
Cũng có xe buýt đều đặn kết nối ga tàu với trung tâm mặc dù ga tàu chỉ 10 phút đi bộ từ phố mua sắm chính và 20 phút đi bộ từ Quảng trường Chợ.
Dự án tàu điện kết nối bắc nam qua Brugge, từ Zeebrugge đến Lichtervelde, và tàu điện kết nối giữa Brugge và Oostende đang được xây dựng.